# Pontiac GTO
El Pontiac GTO (del italiano Gran Turismo Omologato) es un automóvil deportivo producido por el fabricante estadounidense Pontiac entre los años 1964 y 1974; y por la australiana Holden entre 2004 y 2006. Se trató de un automóvil de turismo, catalogado en la categoría muscle car, de la cual también es considerado como su precursor, es decir, el primer muscle car de la historia, dando pie a la creación de otros rivales de segmento, como el Ford Mustang, el Dodge Charger o el propio Chevrolet Camaro.

## Historia

### Orígenes

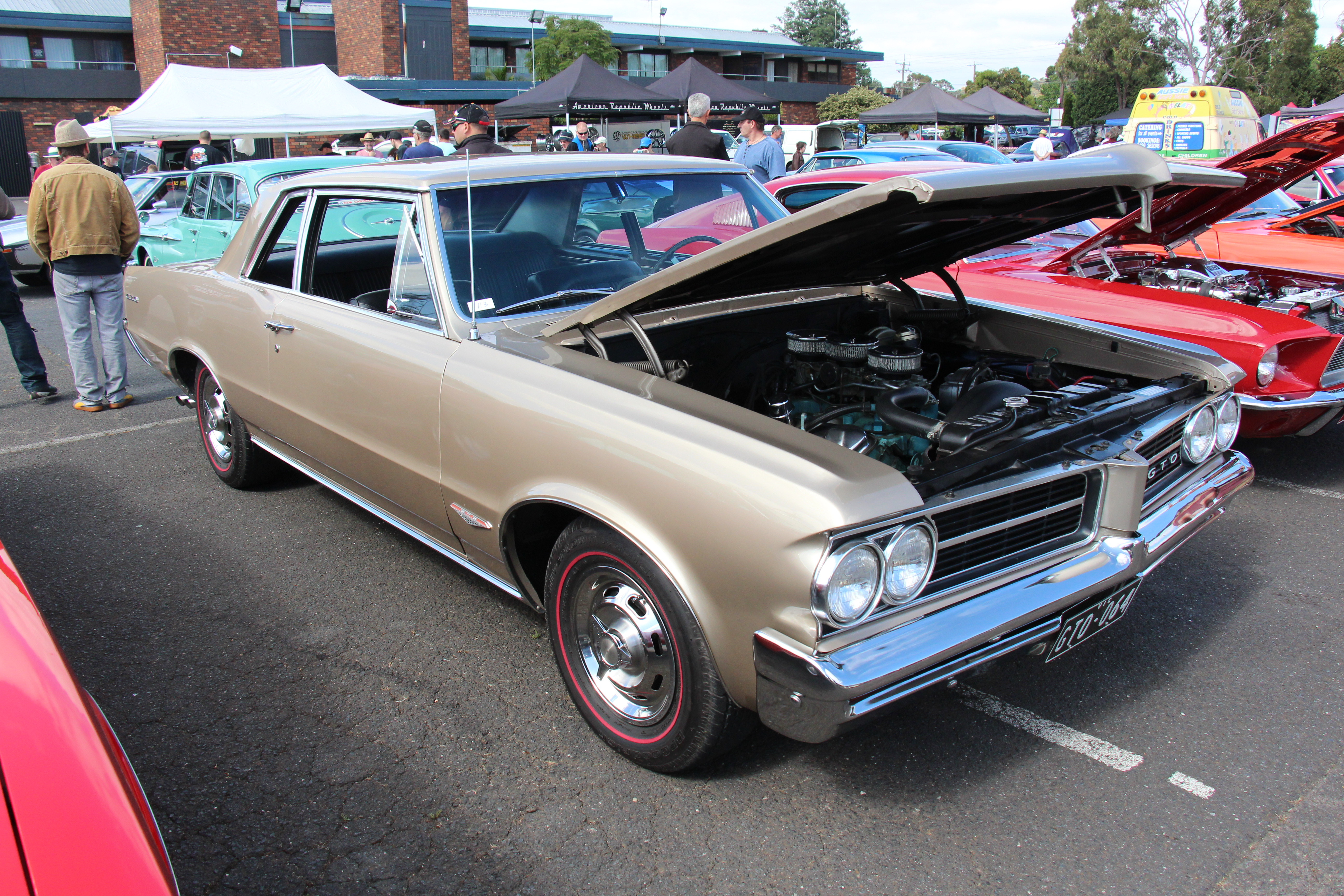
Pontiac GTO 1964 coupé con parantes. Nótese el diseño del frontal con las luces alineadas horizontalmente.

Si bien fue en 1964 cuando se presentó el primer modelo del Pontiac GTO, su desarrollo comenzaría a tomar forma desde mucho antes. En enero del año 1963, un equipo a cargo del jefe de publicidad Jim Wagners y los ingenieros John DeLorean, Russ Gee y Bill Collins, comenzó a estudiar y evaluar la posibilidad de desarrollar un automóvil comercial de calle, que reúna cualidades dignas de un deportivo de altas prestaciones. En esos años, General Motors había suspendido su programa de participación en eventos de competición, lo que hacía suponer a esta decisión como una traba para poder llevar adelante este proyecto. Sin embargo, fue justamente esta decisión la que alentó a los ejecutivos de Pontiac a llevar adelante esto, máxime si se tenía en cuenta la identidad emparentada con las altas prestaciones que siempre tuvo esta marca.
Para llevar adelante este desarrollo, los ingenieros de Pontiac basarían su nuevo modelo en el Pontiac Tempest, un vehículo categorizado como de "tamaño medio", debido a sus más de 4,8 metros (189 plg) de longitud. Fue ahí cuando otro inconveniente surgió en este desarrollo, el cual tuvo que ver con las políticas internas de la GM, ya que el grupo automotor no permitía a sus fabricantes la producción de coches de tamaño medio equipados con motores V8 con cilindradas superiores a las 330 pulgadas cúbicas (5,4 litros). Por ello la evaluación se llevó en el más profundo secreto, ya que el modelo final se completaría a partir de la incorporación de un motor V8 de 389 pulgadas cúbicas (6,4 litros), originario del Pontiac Catalina, y que fue pasado en el informe como un motor de 330 pulgadas cúbicas (5,4 L). Para fortuna del proyecto, General Motors terminaría aprobando este desarrollo y programaría su lanzamiento para el año siguiente. De esta manera, en enero de 1964, fue presentado este nuevo desarrollo como una versión dentro de la gama del modelo Tempest, que fue presentada como Pontiac GTO.

### Evolución

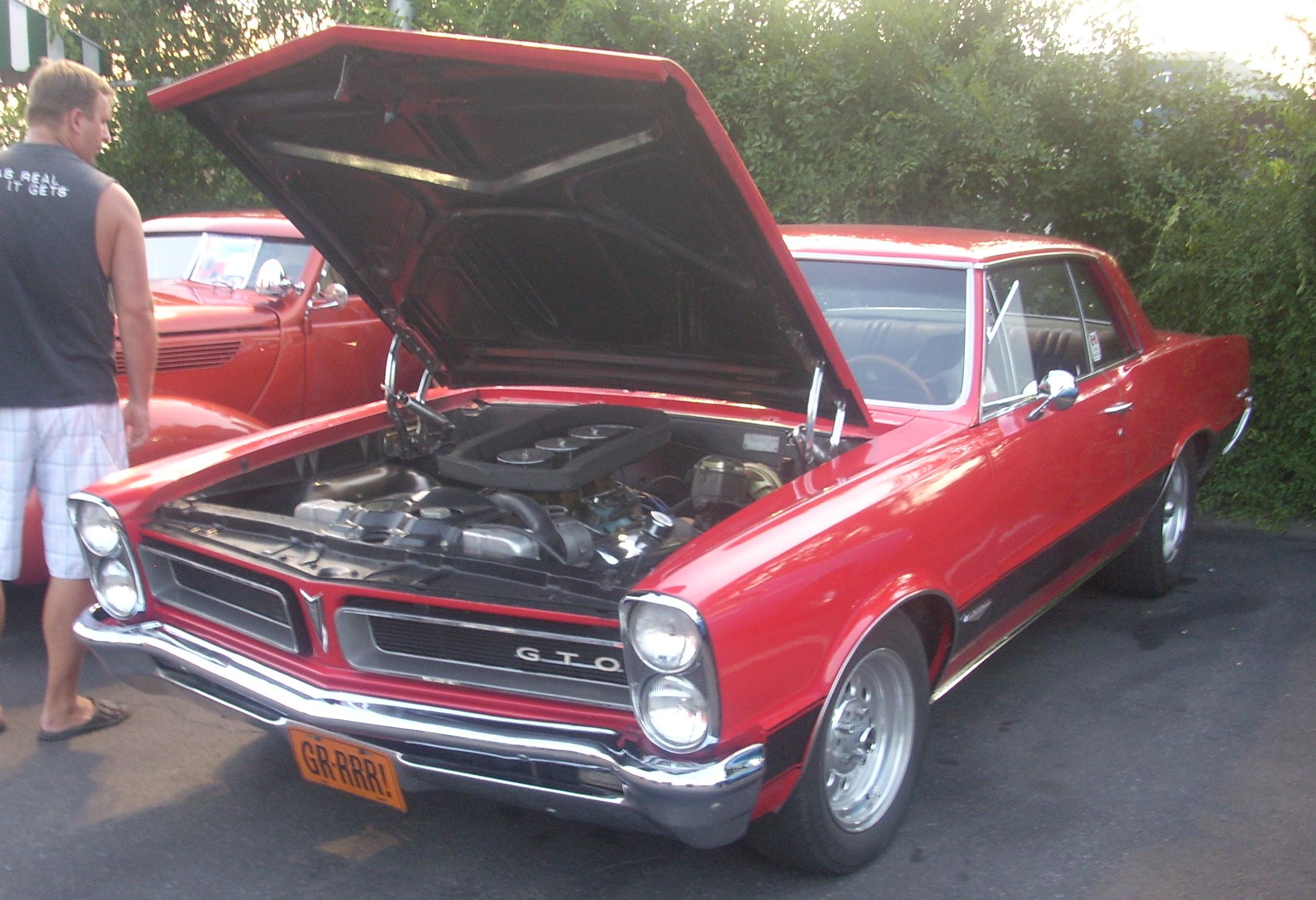
Pontiac GTO de 1965 con su frontal reformulado y sus luces alineadas verticalmente.

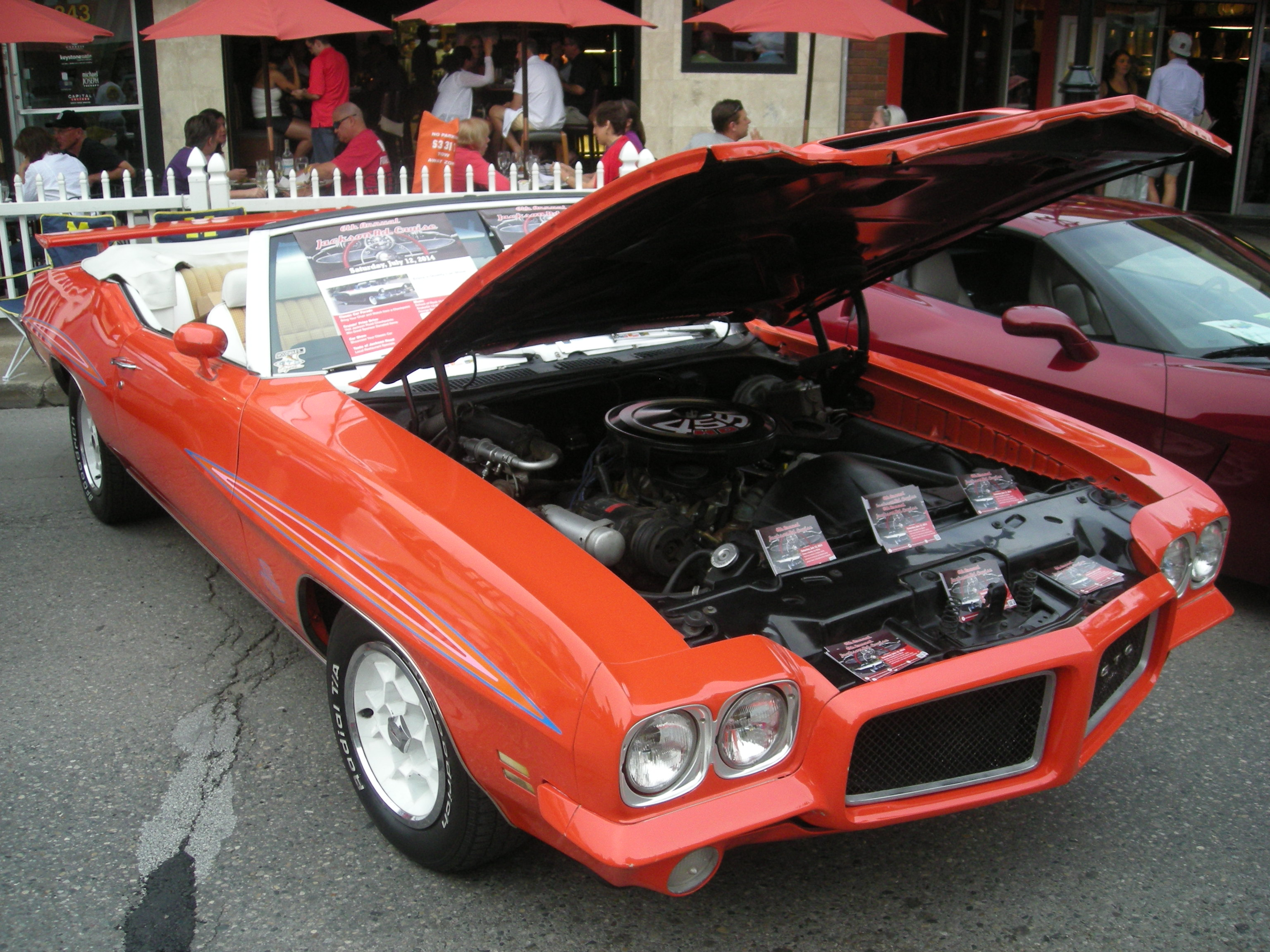
Pontiac GTO convertible de 1971 con el capó abierto.

En sus primeros 11 años, el GTO estaba basado sobre la denominada plataforma A de General Motors, que era empleada como base para los modelos Buick Skylark, Chevrolet Chevelle u Oldsmobile Cutlass y combinaba sus atributos mecánicos con una carrocería de líneas rectas y amplias dimensiones. A partir del año 1966, el GTO cambiaba su fisonomía, pasando a recibir un retoque en su línea de cintura, abandonando las líneas rectas de cintura, por otras al estilo de botella de Coca-Cola.
En 1968, llegaría la segunda generación de GTO, la cual pasaba a incorporar una carrocería estilo fastback, manteniendo su motor de 400 pulgadas cúbicas (6,6 litros) con más de 360 HP (365 CV; 268 kW) de potencia. Esta generación, sería la más popular dentro de la historia del GTO, habiendo sido presentados entre otras, la versión denominada "The Judge" ("El juez"), o las versiones "Ram-Air", que equipadas con el mismo motor, estaban desarrolladas para alcanzar hasta los 370 HP (375 CV; 276 kW) de potencia.
Entre 1973 y 1974, las generaciones del GTO estaban basadas en otros modelos de la General Motors, como el Chevrolet Nova o el propio Pontiac LeMans, aunque con prestaciones bastante menores con respecto a sus antecesores, recibiendo bruscas reducciones en potencia, con 230 HP (233 CV; 172 kW) para los motores de 400 plg³ (6,6 L) y 250 HP (253 CV; 186 kW) para los de 455 plg³ (7,5 L). Estas prestaciones se debieron también en gran parte al inicio del desarrollo del nuevo Pontiac Grand Am, que tras la cancelación de la producción del GTO en 1974, fue llamado a sucederlo.
Finalmente, las siglas GTO fueron recicladas por Pontiac en colaboración con su par australiano Holden (también propiedad de General Motors), quienes terminaron creando la última generación del GTO, basada sobre el modelo Holden Monaro. Esta nueva generación de Pontiac fue la única en toda la historia del GTO en desarrollarse sobre una carrocería autoportante, a la vez de recibir una caja manual de 6 velocidades. Para su consolidación, fue equipado con un motor V8 LS1 de 346 pulgadas cúbicas (5,7 litros) de 350 HP (355 CV; 261 kW), originario del Chevrolet Corvette. Esta última generación fue producida entre los años 2004 y 2006, cuatro años antes de la desaparición definitiva de la marca Pontiac.

## Primera generación

### 1964

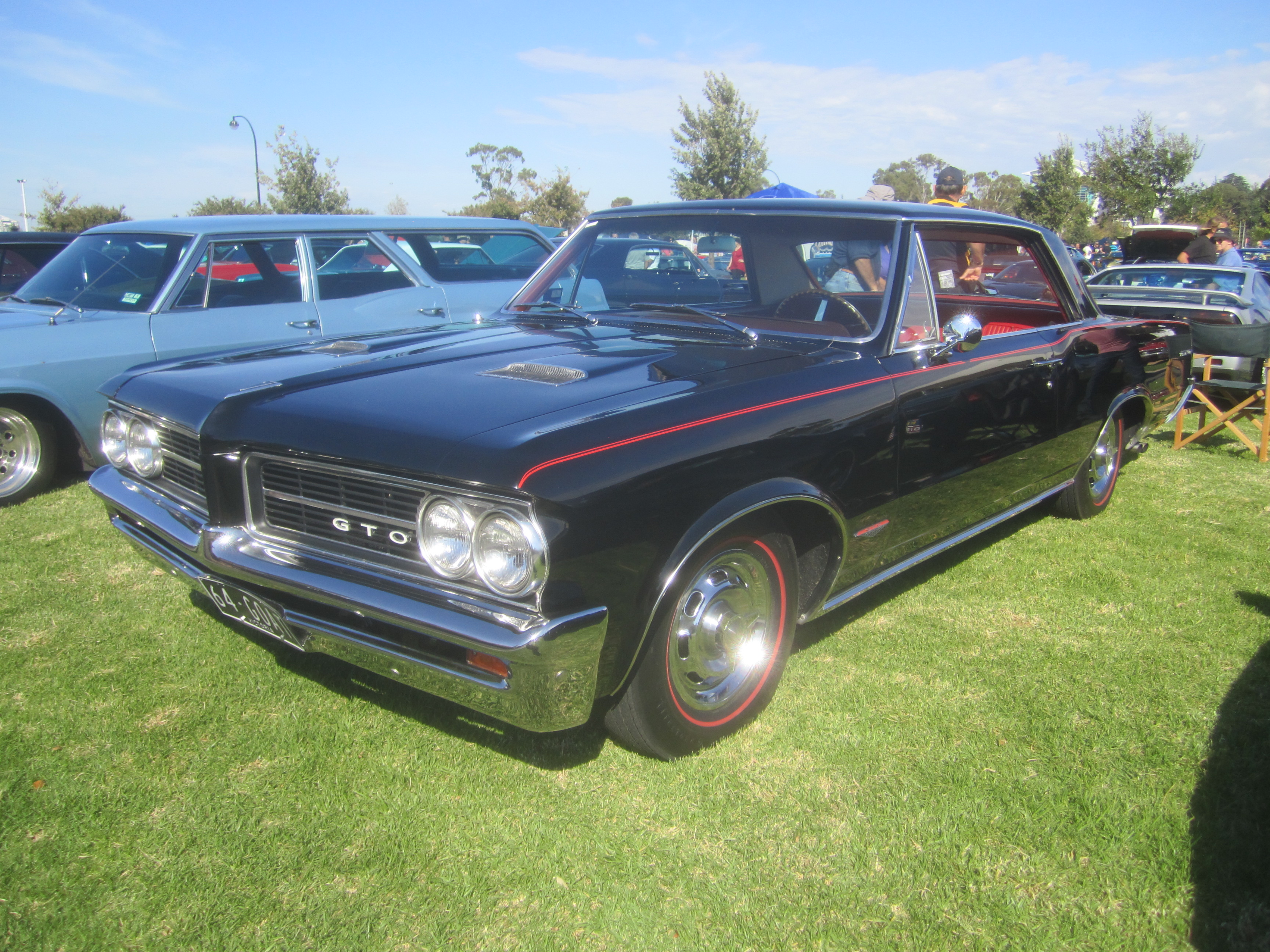
Pontiac GTO Hardtop de 1964.

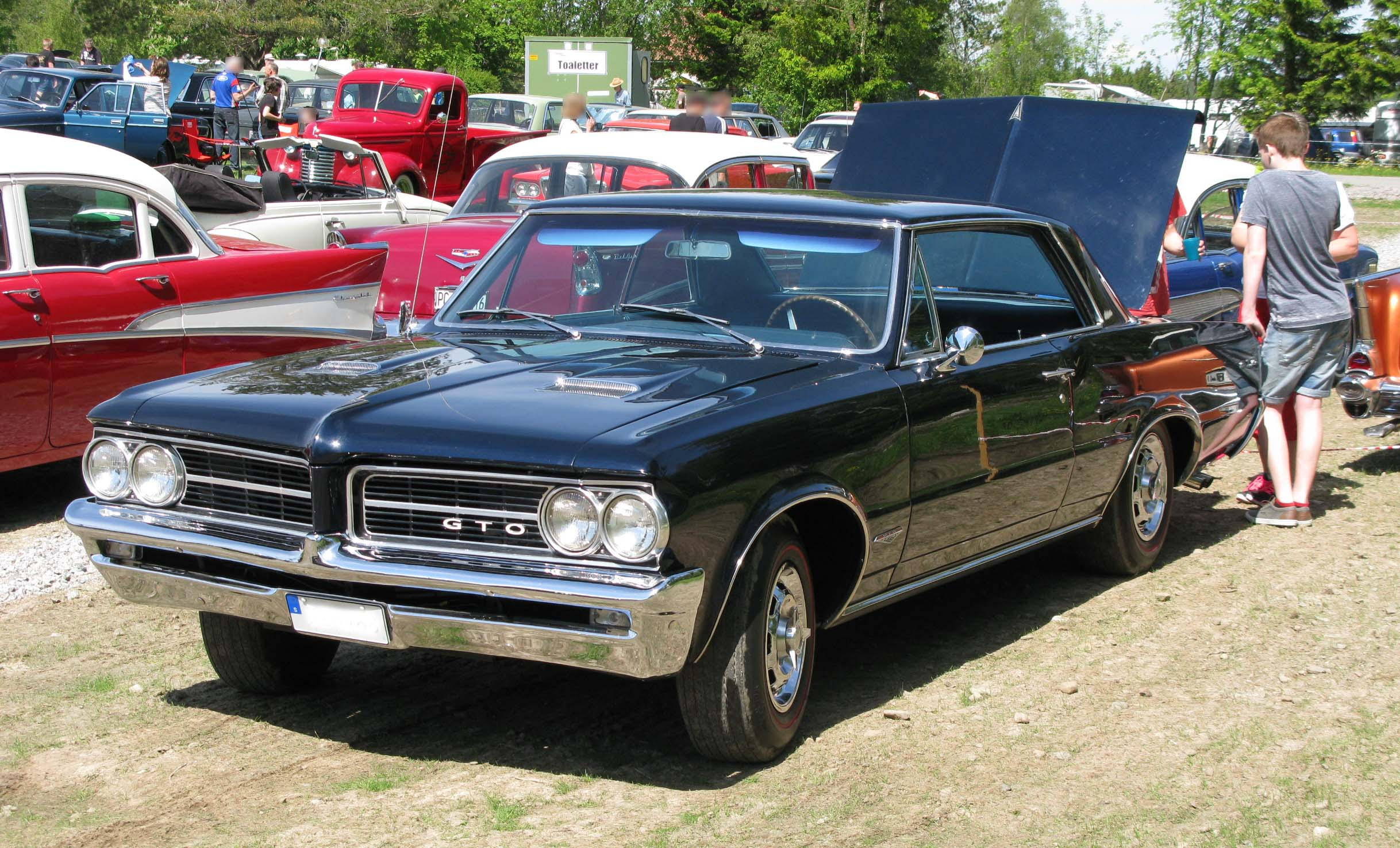
Pontiac GTO de 1964.

La primera generación del Pontiac GTO, vio la luz a comienzos del año 1964, siendo en este caso, un opcional de altas prestaciones del Pontiac Tempest, que fuera presentado inicialmente como Tempest GTO. A pesar de ser presentado como un nivel de equipamiento, presentaba rasgos característicos que lo diferenciaban del Tempest original y que definían al GTO como un vehículo con identidad propia. Como se mencionara en sus orígenes, el GTO fue desarrollado sobre la base del Tempest, un coche considerado de tamaño medio por la General Motors al cual se lo equipó con un motor de 389 plg³ (6,4 litros) originario del Pontiac Catalina, modelo de mayor tamaño que el Tempest. El objetivo de esta fusión, fue el de no apartar a Pontiac de su identidad emparentada con vehículos de altas prestaciones y corte deportivo, más aún después de la decisión de GM de retirarse de los circuitos de competición y con una directiva que rezaba que aquellos vehículos considerados de tamaño medio, no superen las 330 plg³ (5,4 litros) de cilindrada. 
Su producción comenzó en el mes de enero del año 1964, habiendo sido planificado un año antes y siendo inicialmente ofrecido como una opción de equipamiento del modelo Pontiac Tempest, al cual se le equipaba con un motor V8 de 389 plg³ (6,4 litros), originario del Pontiac Catalina. Debido a su carrocería compacta y su voluminoso motor, fue bautizado con las siglas GTO, haciendo una evocación o referencia con el deportivo Ferrari 250 GTO, contra el cual fue reiteradas veces comparado.
A contracorriente de estas directivas, un equipo de ingenieros liderados por John DeLorean en la supervisión y con Bill Collins y Russ Gee como encargados del desarrollo, comenzó a ejecutar su plan primeramente disfrazando al motor del Catalina, haciéndolo pasar por un 330 plg³ (5,4 litros) y logrando la aprobación de GM. Tras esto, comenzarían las reformas estéticas a la carrocería del Tempest, con el fin de darle un aspecto agresivo y una personalidad que lo aleje del estilo lujoso del modelo de base. De esta manera, se adicionarían las tomas de aire en la cubierta del motor, los escapes gemelos y una palanca de cambios Hurst. Para la denominación del modelo, el equipo tomaría las siglas GTO, originarias del modelo italiano Ferrari 250 GTO, generando una gran polémica en torno a la elección de estas siglas para denominar al nuevo modelo de Pontiac. Estas siglas, serían llevadas a la parte izquierda de la parrilla delantera del Tempest, sirviendo como un segundo rasgo de identificación, además de los "scoops" (tomas de aire) colocados en la cubierta del motor.
Debido a que se trataba de un Tempest equipado con mejoras que elevaban sus prestaciones, este coche estaba proyectado sobre el denominado chasis A de General Motors para vehículos medios de tracción trasera, el cual también era compartido por modelos como el Chevrolet Chevelle, el Buick Skylark o el Oldsmobile Cutlass. Sin embargo de estos modelos ninguno poseía una versión que superase los 330 plg³ (5,4 litros) de cilindrada, por lo que con sus excedidos 389 plg³ (6,4 litros), el GTO rompía el molde de lo conocido, instalando el concepto de automóvil musculoso ("Muscle Car" en inglés) y convirtiéndose en el precursor de esta nueva generación de vehículos, que con los años sumaría exponentes fuertes como el Ford Mustang, el Chevrolet Camaro o los Dodge Challenger y Charger.
Las principales diferencias entre el Tempest y su opción GTO, además del voluminoso motor de 389 plg³ (6,4 L), radicaban en lo estético ya que se incluyeron en su listado de aditamentos una suspensión más rígida, ventilador de radiador de 7 aspas con interruptor de corrientes, neumáticos especiales de 14 pulgadas (35,6 cm) de diámetro y 6 pulgadas (15,2 cm) de ancho, con gomas de alto rendimiento y un plato de presión y disco especial de frenos para uso pesado.
En cuanto a las bondades mecánicas, el motor era capaz para desarrollar 325 HP (330 CV; 242 kW), con aceleraciones de 0-100 km/h (62 mph) en 7.7 segundos y alcanzando el 1/4 de milla (402 m) en 15.8 segundos a 93 mph (150 km/h), algo muy sorprendente para un vehículo con neumáticos de 6 pulgadas (15,2 cm) de ancho. Por otra parte, a pesar de ser una opción dentro de la gama del Tempest, el GTO podía variar en su equipamiento presentando diferentes tipos de ítems opcionales. El paquete de equipamiento más potente de todos era el denominado "TriPower", que consistía en el agregado de tres carburadores al sistema de alimentación del motor 389 plg³ (6,4 L), que elevaba su potencia a 348 HP (353 CV; 260 kW). Al mismo tiempo, originalmente el motor iba acoplado a una caja manual de 3 velocidades, aunque el comprador podía optar también entre una caja manual de 4 marchas o bien, una automática de 2 marchas.

### 1965

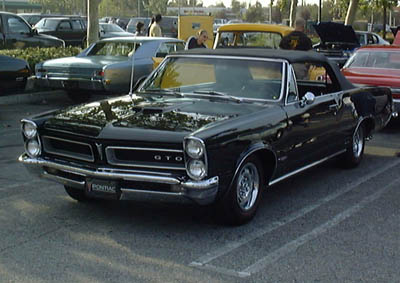
Pontiac GTO convertible de 1965.

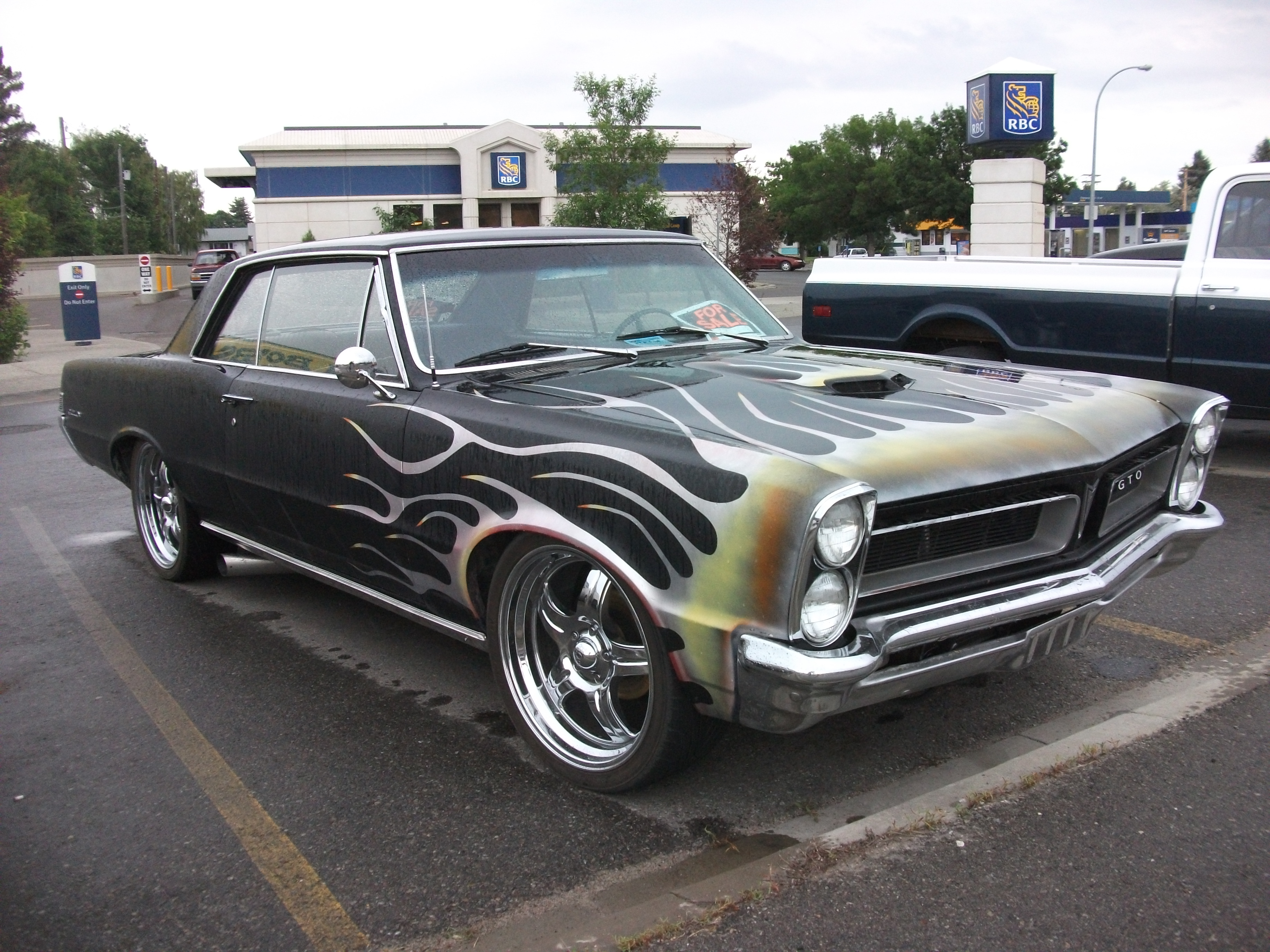
Pontiac GTO 1965 Hardtop.

En el año 1965, se produce el primer cambio estético para el GTO, pasando a equipar en su frontal faros duales, pero en posición vertical y un nuevo diseño de parrilla. En su capó también se realizaban reformas, pasando a equipar un único "scoop" central, aunque también disfuncional como en la línea anterior. En su interior, el GTO pasaba a equipar el estilo de la versión Le Mans del Tempest, una versión de lujo de este último modelo que fuera presentada a inicios de 1965. Su equipamiento interno, se complementaba con un velocímetro limitado hasta las 120 mph (193 km/h) y un tacómetro de 8000 rpm. En cuanto a su equipamiento mecánico, la versión "estándar" del GTO aumentaba su potencia gracias a un nuevo carburador de 4 bocas con un filtro más liberado, que elevaba la potencia a 335 HP (340 CV; 250 kW). Al mismo tiempo, la opción "TriPower" se vería beneficiada con la incorporación de un nuevo árbol de levas y nuevas tapas de bloque modificadas que permitían elevar su potencia a los 360 HP (365 CV; 268 kW). En cuanto a los tipos de carrozados presentados, eran las mismas tres versiones que se venían ofreciendo desde 1964, teniendo dos opciones de techo duro (con o sin parante central) y una tercera opción convertible.
La aparición del GTO, fue también motivo para la aparición de desarrollo particulares destinados a elevar el poder y rendimiento de estos modelos. Tal es el caso de los desarrollos realizados por la concesionaria "Royal Pontiac" de Ace Wilson, ubicada en la localidad de Royal Oak, Míchigan. Este concesionario conseguiría desarrollar un paquete de elementos de alto rendimiento tomados de los modelos Bonneville y Catalina, motivos por el cual fue denominado como "Bobcat Kits", los cuales eran ofrecidos y enviados por correo o bien colocados en la misma concesionaria de Wilson. Los paquetes podían variar, pero básicamente incluían piezas para modificar la curva de avance del distribuidor limitando el avance de la chispa entre 34-36 grados y a no más de 3000 rpm; una junta de bloque más fina que hacía posible que la relación de compresión aumentara a 11.23:1 o una junta especial que bloqueaba la subida de temperatura al carburador, entre otros elementos. Este paquete de elementos permitía al GTO extraerle 30 HP (30 CV; 22 kW) o 50 HP (51 CV; 37 kW) extras de potencia, pero para ello necesitaba emplear gasolina de alto octanaje, con el fin de evitar los cascabeleos (o pistoneos) recurrentes en motores de alta compresión y chispa adelantada.

### 1966-1967

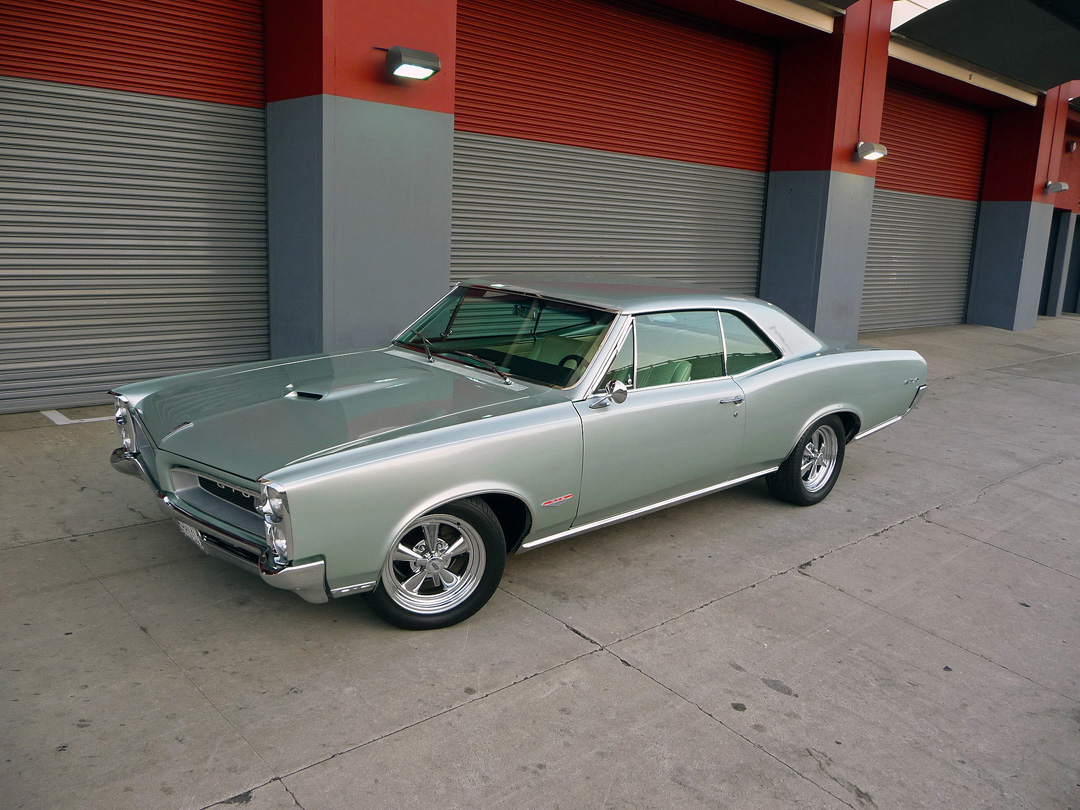
Pontiac GTO de 1966.

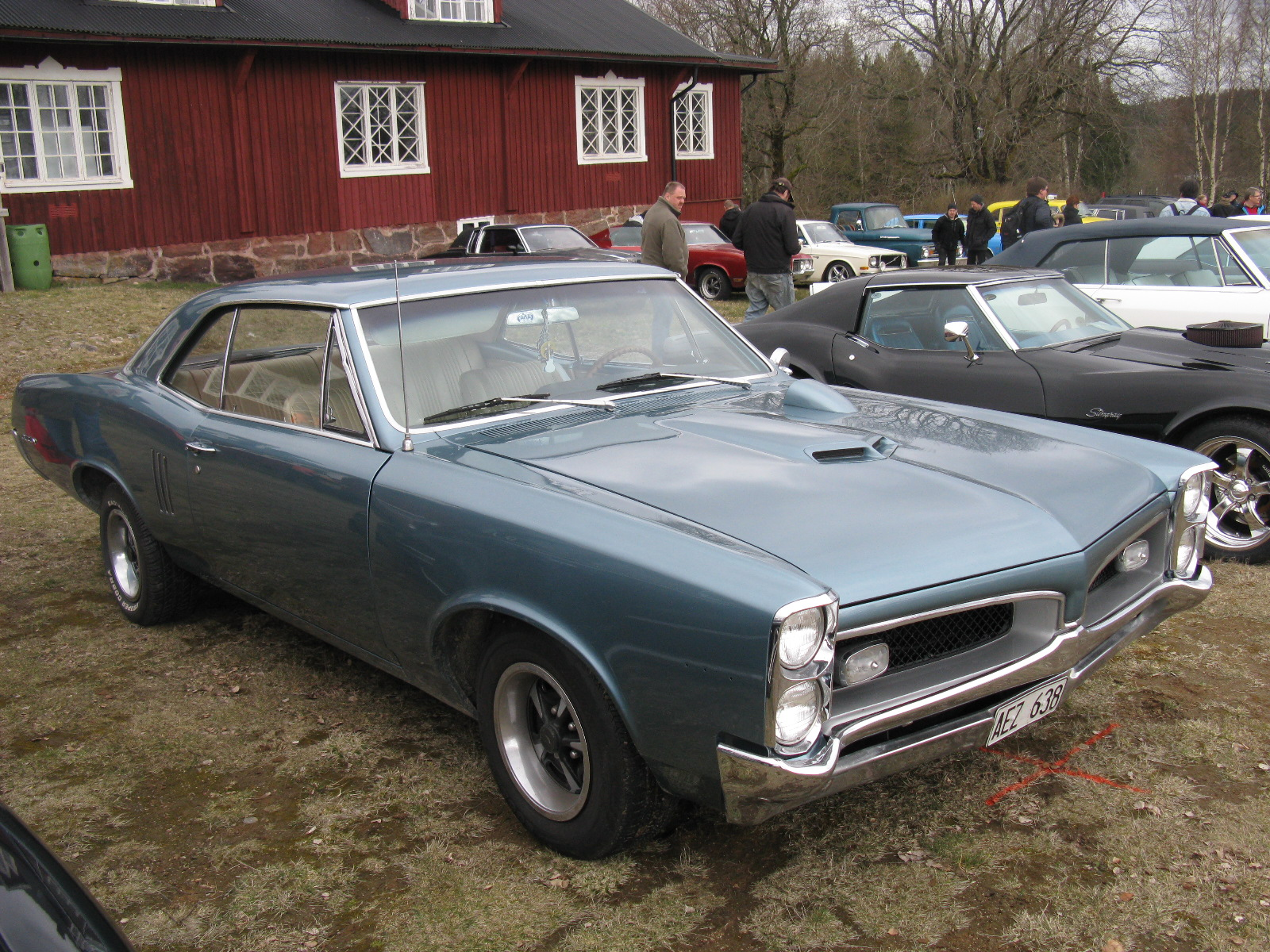
Pontiac GTO de 1966.

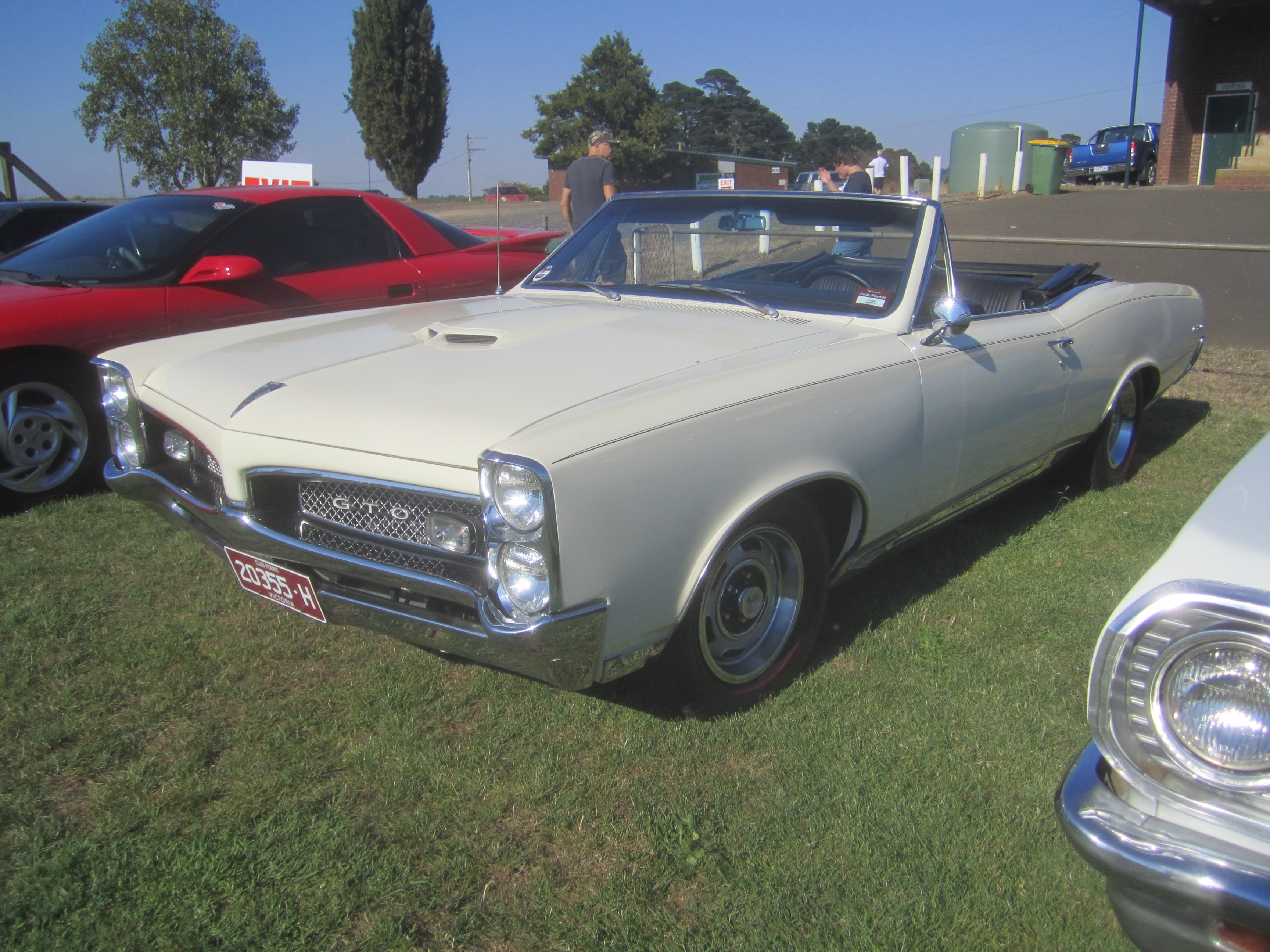
Pontiac GTO convertible de 1967.

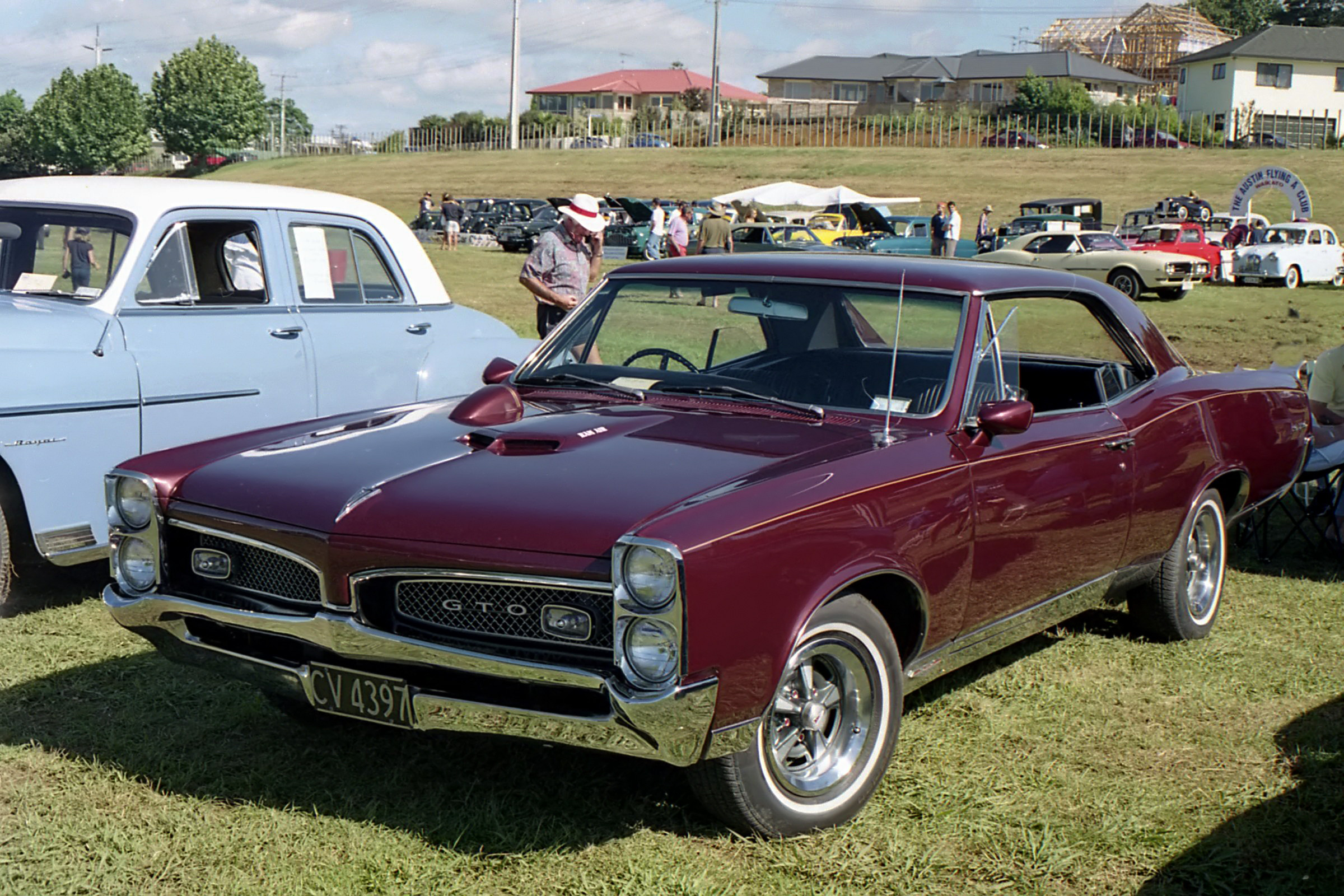
Pontiac GTO de 1967.

En 1966, se produce la transformación más significativa del Pontiac GTO, a la vez de ser el año en el que comenzaba a ser considerado como un nuevo modelo, más que como una versión del Tempest. En este sentido, fue presentado un GTO con una carrocería notoriamente reformulada, pero manteniendo sus atributos estructurales y mecánicos, lo que no permite que este modelo sea considerado como una nueva generación de GTO's, sino más bien, como un profundo reestilizado practicado a la carrocería del coche para dotarlo de atributos que potencien su desempeño. A partir de 1966, los Pontiac GTO adoptaban un nuevo diseño de carrocería, con líneas más aerodinámicas.
Con respecto a las versiones que se venían comercializando entre 1964 y 1965, la línea Tempest-LeMans-GTO recibía su principal retoque en la línea de cintura, dejando atrás sus formas rectilíneas y pasando a adoptar una línea estilo de botella de Coca-Cola. Al mismo tiempo, el techo adoptaba un nuevo diseño en el voladizo trasero, ya que los pilares B (a partir de este reestilizado, la línea Tempest-LeMans-GTO coupé solamente vendría en versiones Hardtop) se prolongaban más allá de la caída de la luneta trasera, envolviendo a la misma y dejándola en una suerte de túnel aerodinámico. Estas prolongaciones de los pilares tomaban las funciones de aletas que, conjugadas con la línea de contura, acrecentaban la aerodinámica del modelo. En cuanto a su parte frontal, el GTO recibió un nuevo retoque en su parrilla, pasando esta a presentar un angostamiento desde sus laterales hacia el centro, manteniendo su característica divisoria central y pasando a llevar el logotipo de Pontiac en la parte delantera del capó. Estos arreglos en la carrocería fueron trasladados a las versiones convertibles de la gama.
En cuanto a mecánica, la motorización seguía siendo la misma de 1965 para los GTO, consistiendo en el clásico 389 plg³ (6,4 L) con opciones de carburador simple de 4 bocas, o el "TriPower" de tres carburadores, pero nuevas opciones asomarían a mitad de año con la aparición del sistema "XS Ram Air Package", para la opción "TriPower". Este paquete de mejoras presentaba un nuevo árbol de levas y resortes de válvulas más resistentes, que permitían elevar la potencia del TriPower a 380 HP (385 CV; 283 kW).[cita requerida] Si bien, el árbol de levas y los resortes venían instalados de fábrica, el comprador podía también disponer de un sistema extra más, denominado "Cold Air Package" y pensado para mejorar el sistema de admisión del coche. Sin embargo este paquete se encontraba apartado, quedando su instalación por cuenta del comprador, quien, además de incorporarlo, debía modificar la toma de aire del capó para darle funcionalidad.
En 1967, fueron presentados nuevos atributos que poco y nada incidían en el diseño presentado en 1966. Se estrenó un nuevo diseño de parrilla con una malla en forma de rejilla cromada, nuevos estribos laterales cromados ubicados en la parte baja de las puertas y nuevas ópticas traseras en forma de tiras rectangulares finas. Sin embargo, debajo del capó llegaba el cambio más importante, ya que el motor pasaba de 389 plg³ (6,4 L) a 400 pulgadas cúbicas (6,6 L). Al mismo tiempo, la versión con carburador de 4 bocas se mantuvo en producción con sus 335 HP (340 CV; 250 kW), mientras que dos nuevas versiones fueron presentadas, siendo la primera una de baja compresión equipada con un carburador de 2 bocas y 255 HP (259 CV; 190 kW), mientras que la segunda fue denominada "Quadra-Jet", que presentaba una versión superior de motor denominada "400 HO", que equipada con el mismo carburador de 4 bocas, era capaz de alcanzar los 360 HP (365 CV; 268 kW). Con esta presentación, el "Quadra-Jet" daba reemplazo a la versión "TriPower". 
Otros cambios que presentaba la versión de 1967, fue la inclusión de una nueva caja automática de 3 velocidades con palanca "Hurst Dual-Gate", que permitía el pase de cambio manualmente. También fueron incorporados como nuevas opciones de equipamiento: un tacómetro montado sobre el capó y frenos de disco delanteros.

#### Apariciones en medios
En la primera entrega de la saga de películas de acción xXx, el agente Xander Cage, protagonizado por el actor Vin Diesel, conduce un Pontiac GTO de 1967 color negro-violeta metalizado, equipado con diferentes tipos de aditamentos.

## Segunda generación
Desde su aparición en el año 1964, el Pontiac GTO supuso un reto muy importante por parte de Pontiac hacia las demás automotrices (incluyendo a sus marcas emparentadas dentro de General Motors), al marcar un precedente muy importante con la implementación de un motor de grandes prestaciones en un sedán catalogado como mediano. Esta actitud provocó que la competencia comience a moverse, presentando modelos que mostraban un diseño con techo en caída estilo "fastback", como principal rasgo característico. En este sentido, el Plymouth Barracuda fue la punta de lanza de esta generación al presentar su versión fastback el 1 de abril de 1964, aunque con sus motores Slant Six de 225 pulgadas cúbicas (3,7 L) y V8 de 273 pulgadas cúbicas (4,5 L), poco podía hacer para enfrentar al poderoso GTO. Dos semanas después nacería el Ford Mustang, modelo que sorprendió en 1967 con la presentación de su muy lograda versión fastback, como complemento de la berlina de dos puertas.

### 1968
Sin lugar a dudas, la presencia de estos modelos provocó un duro golpe en el concepto del automóvil deportivo compacto, por lo que General Motors comenzó a moverse y para 1968 tomaría una importante determinación: A partir de ese año, todos los modelos de todas las marcas de la compañía, basados en la plataforma "A-body", incorporaban a sus diseños los techos con caída fastback, aún en los modelos sedanes de 4 puertas. La medida alcanzaría a varios de los productos de GM basados sobre esta plataforma y el GTO no sería la excepción.
Siguiendo con esta temática planteada por GM, el nuevo Pontiac GTO se destacó a la par de la línea Tempest-LeMans, con la cual continuaría compartiendo algunas soluciones de diseño, como su reformulada carrocería que incorporaba el techo con caída fastback y un nuevo diseño frontal, denominado "Endura", el cual venía pintado en color carrocería. Al mismo tiempo, un nuevo diseño de parrilla fue ofrecido con nuevos faros duales horizontales que presentaban como opcional, una cortina para resguardarlos. Debido a la posibilidad de no conformar a su clientela con un vehículo con sus defensas pintadas en color carrocería, fue ofrecida también una versión que incorporaba defensas cromadas similares a las del LeMans. Esta nueva versión del GTO, fue ofrecida en dos versiones, siendo estas la convertible y la coupé hardtop. De esta manera, se dejaba la versión coupé con parantes como versión exclusiva del modelo LeMans.
Si bien por fuera la segunda generación del Pontiac GTO mostraba un automóvil completamente nuevo, mecánicamente seguía siendo el mismo coche que fuera presentado un año atrás, ya que en su vano motor aún conservaba las 400 pulgadas cúbicas (6,6 L) acoplado a su caja automática Hurst, con sistema "Dual-Gate Shifter" que permitía el pase de cambios en forma manual. Al mismo tiempo, fueron conservados los distintos niveles de equipamiento, como la versión de baja compresión con carburador de dos bocas (versión muy discutida por el público y de escaso nivel de ventas), o la versión normal con carburador de 4 bocas, la cual experimentaba un incremento de su potencia a 350 HP (355 CV; 261 kW). Por su parte, los 400 HO y Ram-Air seguían manteniendo los 360 HP (365 CV; 268 kW), heredados de la generación del '67. Finalmente, a estas versiones se les sumaría unos meses después la "Ram-Air II", la cual equipaba una nueva tapa de cilindros y un árbol de levas más grande que permitía lograr una nueva relación de compresión y elevar la potencia a 366 HP (371 CV; 273 kW).

### 1969: Llega "El Juez"

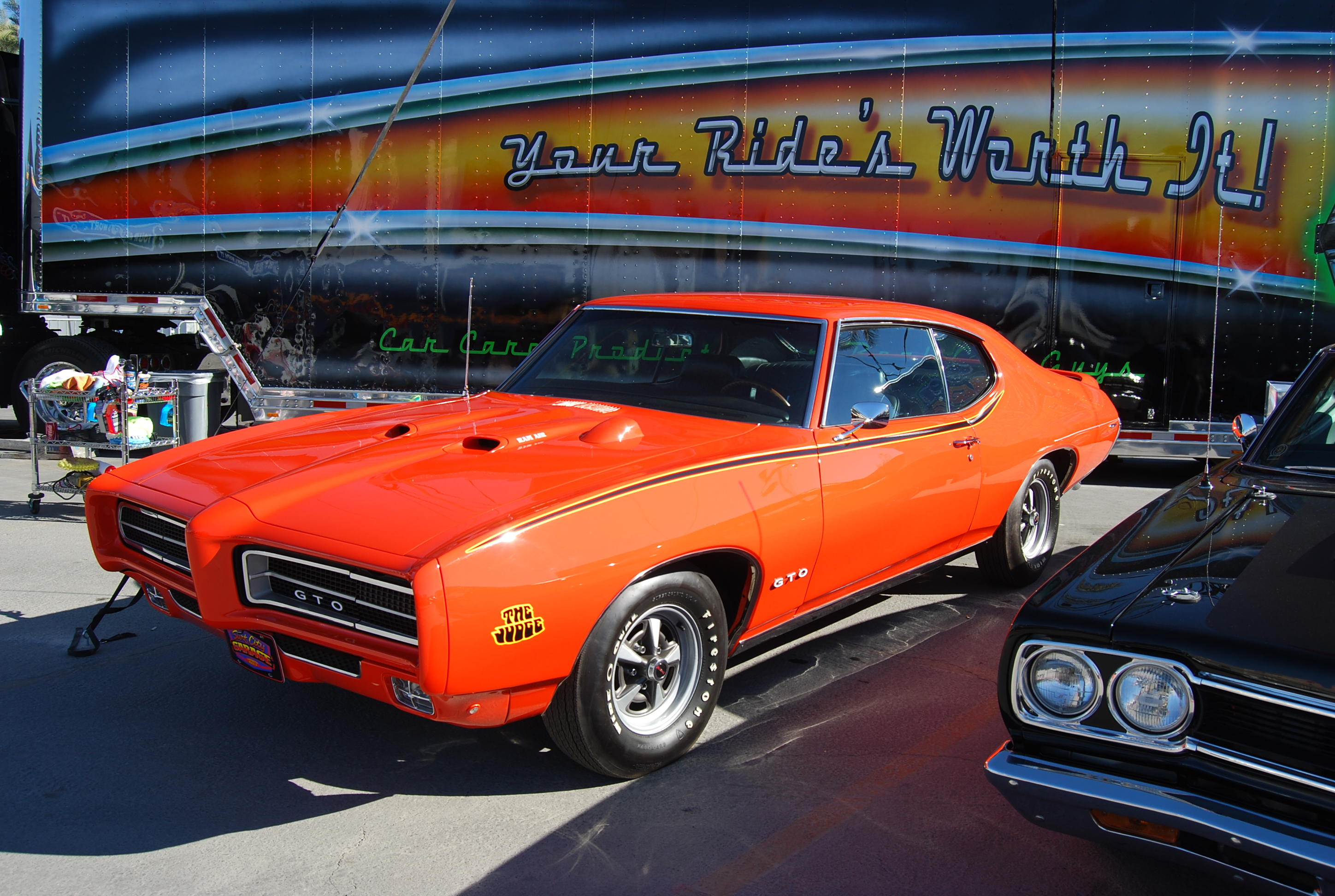
El GTO "The Judge".

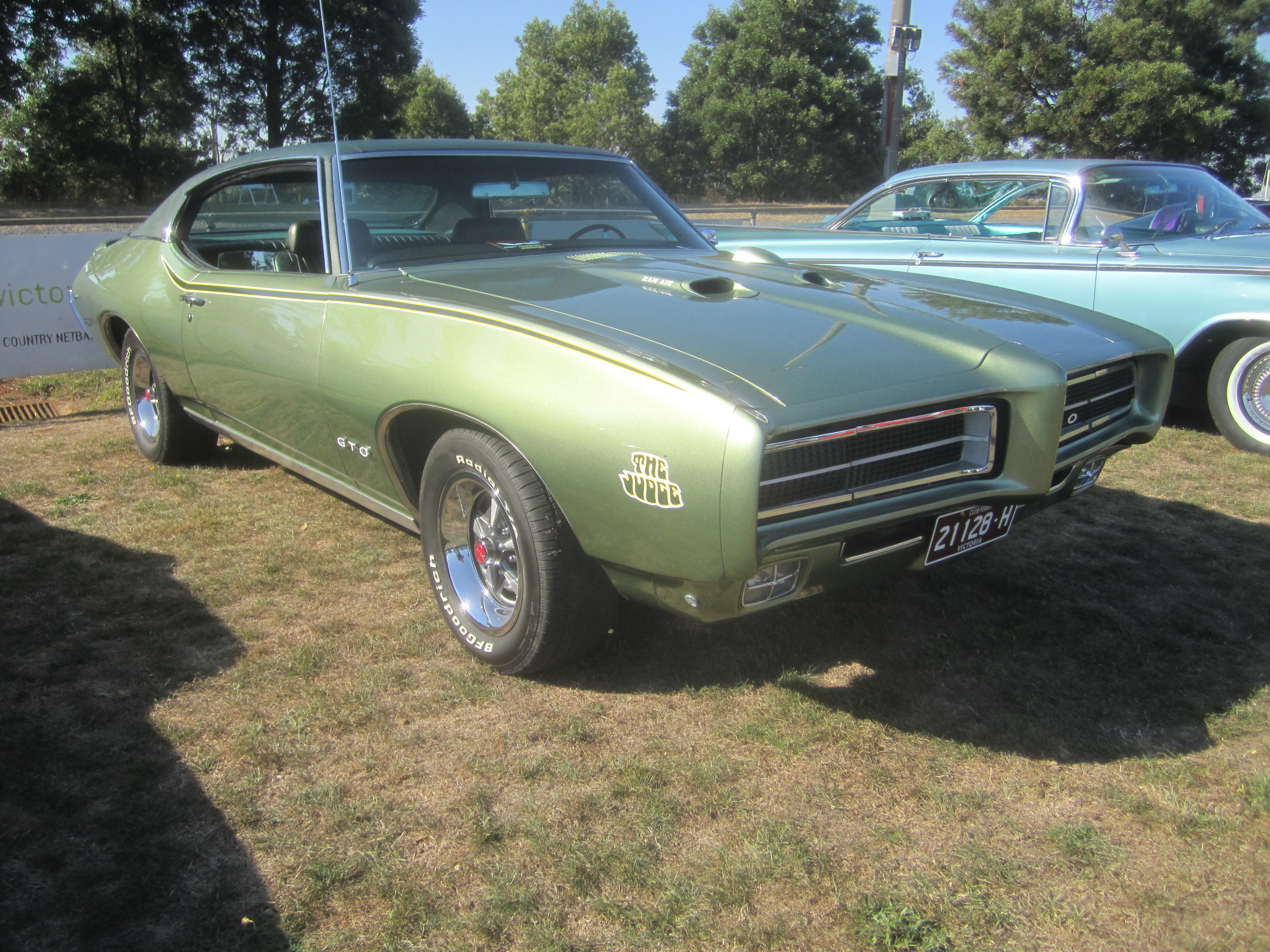
Pontiac GTO Judge Hardtop de 1969.

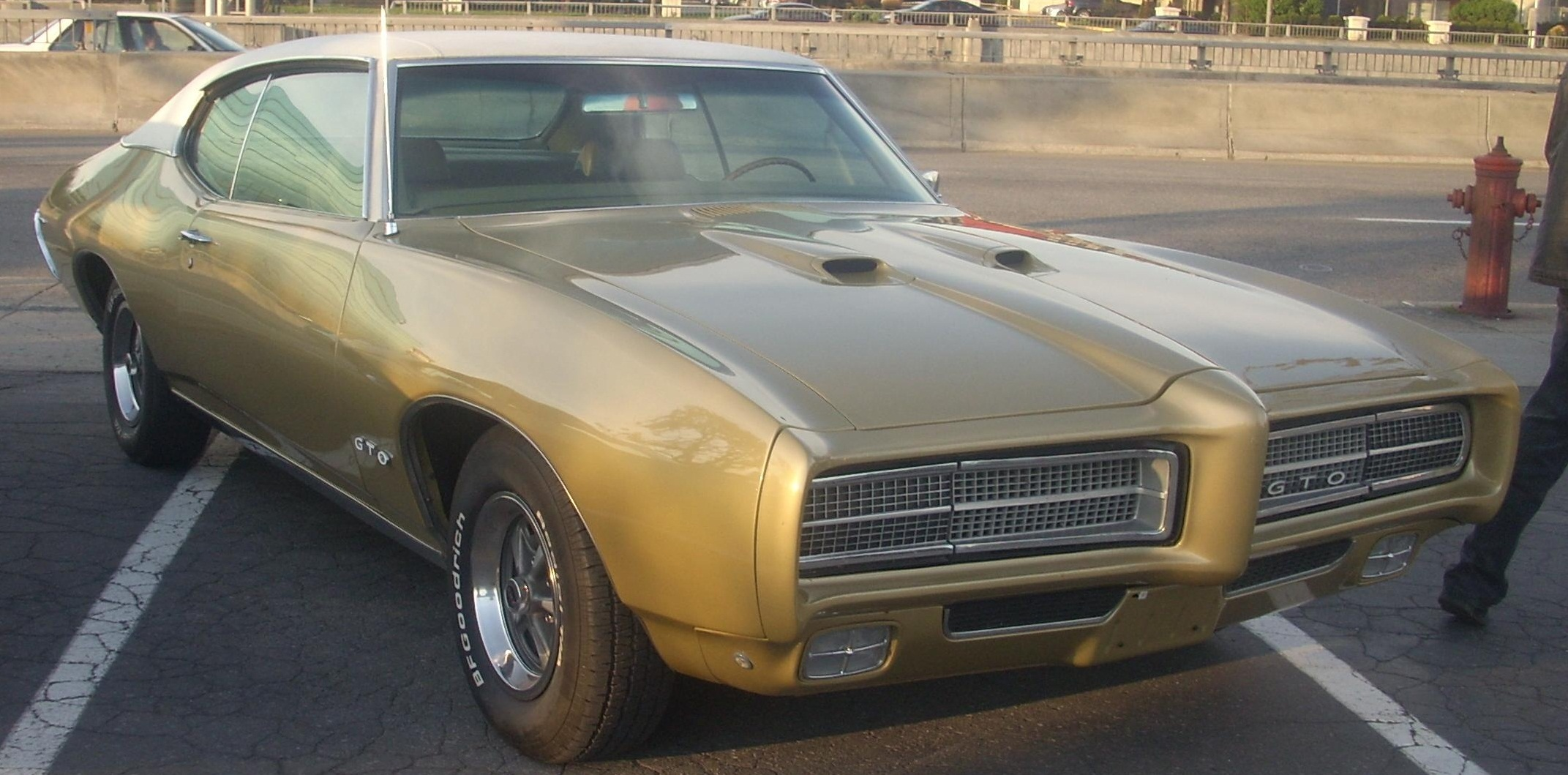
Pontiac GTO 1969 coupé sin parantes.

En 1969, el GTO recibía nuevas reformas en cuanto a lo estético, a la vez de incorporar un nuevo diseño de instrumental en el que para obedecer las nuevas normas federales de seguridad vial, prescindía del uso de madera e incorporaba materiales más seguros. Fue una versión de alto rendimiento lanzada en el año 1969. Sus primeras unidades fueron pintadas en color anaranjado y su nombre lo debe a una ingeniosa campaña publicitaria. Asimismo, se le comenzaría a dar utilidad a las entradas de aire del capó en las versiones Ram-Air, por lo que estas pasaban a denominarse como "Ram-Air III". Al mismo tiempo, una segunda versión incorporaba una nueva toma de aire en la parrilla del coche, recibiendo en este caso la denominación "Ram-Air IV". Ambas versiones también incorporaban un sistema de protección para esas tomas, consistentes en cortinas accionadas mediante un comando que permitía su cierre, para proteger a los "scoops" de las inclemencias climáticas, pero a la par de estas nuevas modificaciones, Pontiac decidió responder al desafío planteado por Plymouth en el año 1968 al lanzar esta última su modelo Road Runner.
La oferta de Pontiac consistió en una versión económica del GTO, con algunos aditamentos que elevaban su estilo deportivo. Mecánicamente se trataba de un GTO con su mecánica, suspensión y equipo de performance básico, más el sistema "Ram-Air I". El equipamiento de este modelo se completaba con la incorporación de un deflector ancho ubicado sobre el maletero y en relación con lo estético, se estipuló que sus primeras unidades sean pintadas en color anaranjado. Sin embargo, a pesar de que la propuesta fue la de ofrecer un deportivo más barato que el Road Runner, lo cierto es que este nuevo GTO resultó ser más caro y agresivo con respecto a la versión estándar.
Para su presentación, fue tomada una frase de entrada de un sketch del programa Rowan & Martin's Laugh-In, en el que el actor Sammy Davis Jr. interpretaba a un personaje disfrazado de un juez que pronunciaba repetidamente la frase "Here's come The Judge" ("Aquí viene el Juez"). Esta frase fue tomada por Pontiac, para definitivamente nombrar a su nueva versión como GTO "The Judge" ("El Juez").
Si bien su aspecto y decoración fueron catalogados como algo cargados para su objetivo de ser un deportivo, no se podía decir lo mismo de su equipamiento, ya que su versión con motor Ram Air III de 400 plg³ (6,6 L) capaz de generar 366 HP (371 CV; 273 kW), hizo que "The Judge" se ganara un lugar entre los deportivos personalizados. Las primeras 2000 unidades del GTO Judge, fueron pintados en un color naranja que Pontiac denominaba como "Carrousel Red". Tras estos, comenzaron a ofrecerse con otros colores.
Volviendo a la gama principal del GTO, el año 1969 también dio espacio a un nuevo lanzamiento por parte de Pontiac para su producto, ya que en este año los GTO estrenaron un nuevo sistema de rendimiento para sus motores V8 de 400 plg³ (6,6 L), que fue denominado como "Ram Air IV". Este nuevo sistema de equipamiento para los GTO, consistía en el empleo de tapas de bloc con puertos de escapes redondos, un colector de admisión de aluminio y un nuevo y más radical árbol de levas. A estas adecuaciones se les sumaba una mejora en sus prestaciones, llegando a desarrollar los 370 HP (375 CV; 276 kW), lo que lo convertía en el motor más potente equipado en la gama 1969 del GTO, a la vez de haber sido fabricada una edición limitada de 700 unidades.
Por otra parte, en 1969 Pontiac produciría una edición limitada de 59 GTO convertibles equipados con el paquete Ram Air IV, de los cuales apenas 5 de ellos eran de la versión "The Judge". En total, se produjeron 72.287 GTO, de los cuales 58.126 fueron de la versión coupé hardtop, mientras que 7.328 fueron convertibles, ambos de la versión convencional. Por otra parte, en lo que refiere a las versiones "The Judge", se produjeron 6.725 coupé hardtop y 108 convertibles.

#### Apariciones en medios
- Un modelo repintado en negro mate, aparece en la película de acción de 2004 The Punisher, el cual es conducido por el protagonista Frank Castle, interpretado por el actor Thomas Jane.[15][16]

- Una película utilizada para promocionar este vehículo, fue el film del año 2004 El último viaje, protagonizado por Dennis Hopper. Durante la primera parte de la trama, un joven Ronald Purnell (Peter Talieri) escapa a bordo de un GTO '69 "The Judge" color anaranjado, junto a su esposa moribunda Kate y su pequeño hijo Aaron. Tras ser arrestado y pasar 30 años en prisión, un envejecido Ronald (Hopper) comienza una desesperada búsqueda del que alguna vez fuese su auto. A la búsqueda se suma su nieto Matthew (Chris Carmack), quien en el medio de la acción consigue robarse un Pontiac GTO modelo 2004 de color negro, al cual le cambian la pintura por un anaranjado similar al coche de su abuelo. Al finalizar la película, Matthew recibe una condena de 6 meses por robo de autos, tras la cual su padre Aaron (Will Patton) lo retira del correccional conduciendo un GTO 2004 de color amarillo.

### 1970-1972: Los mejores GTO de la historia

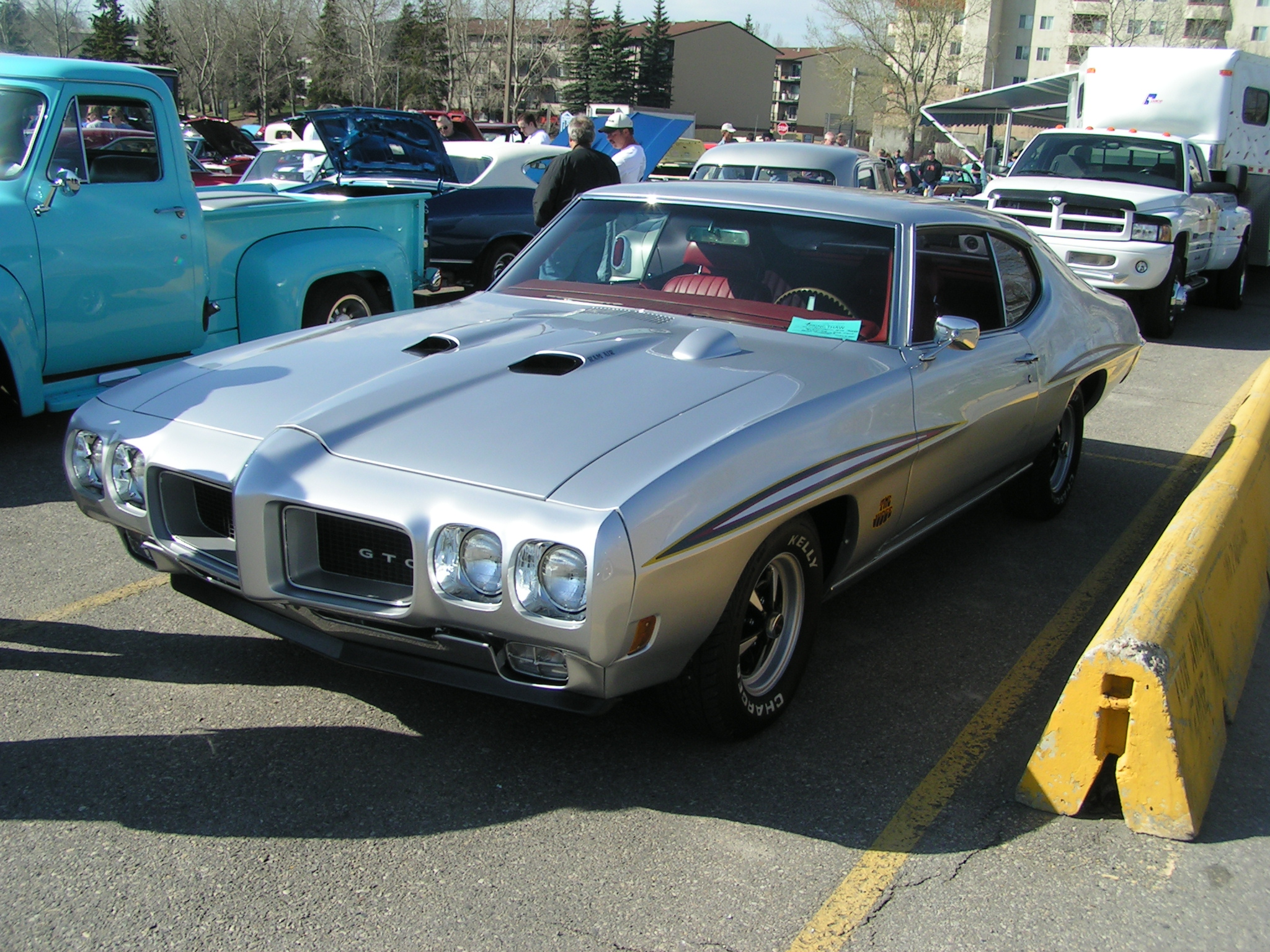
Pontiac GTO de 1970.

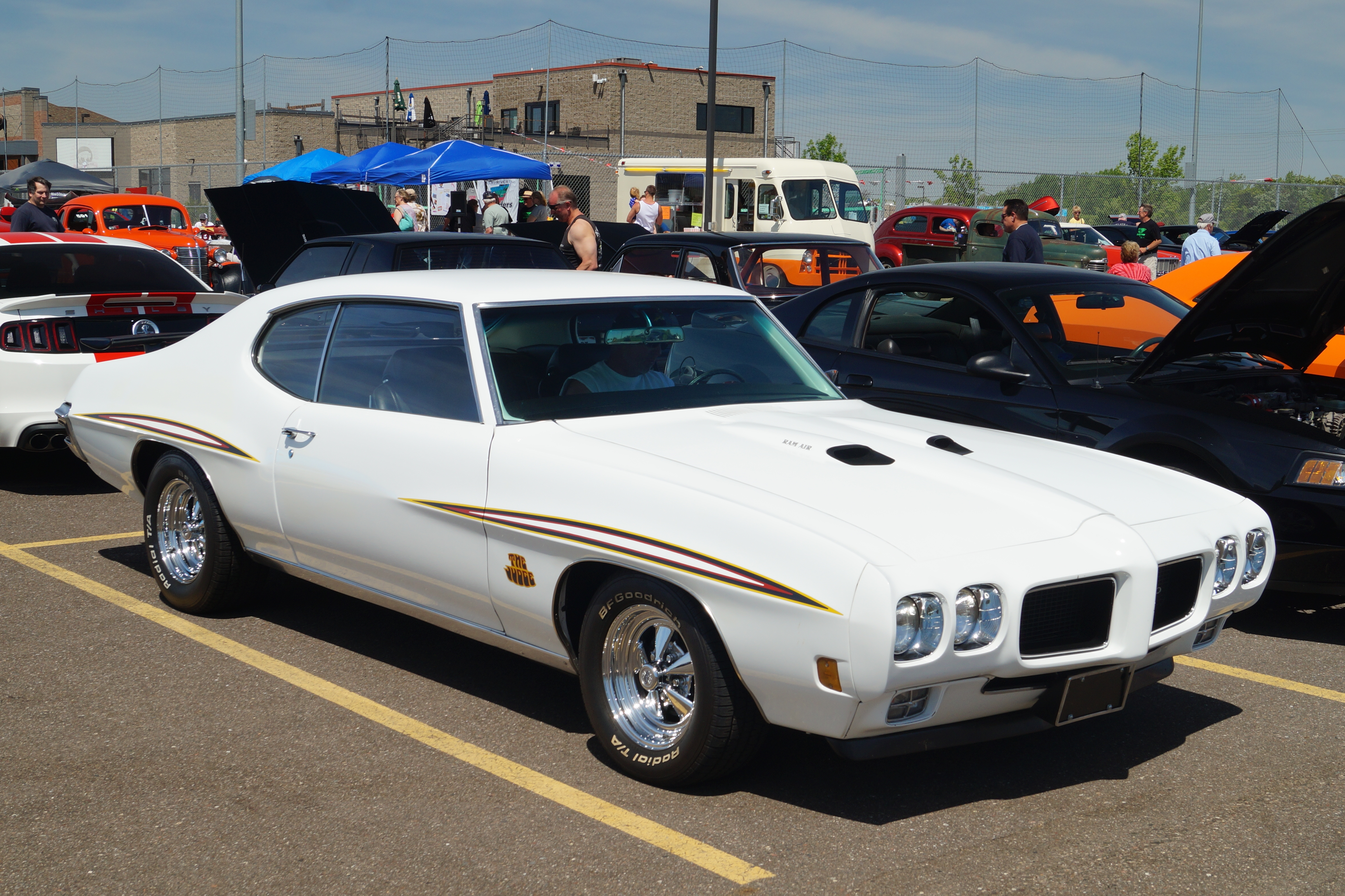
Pontiac GTO The Judge de 1970.

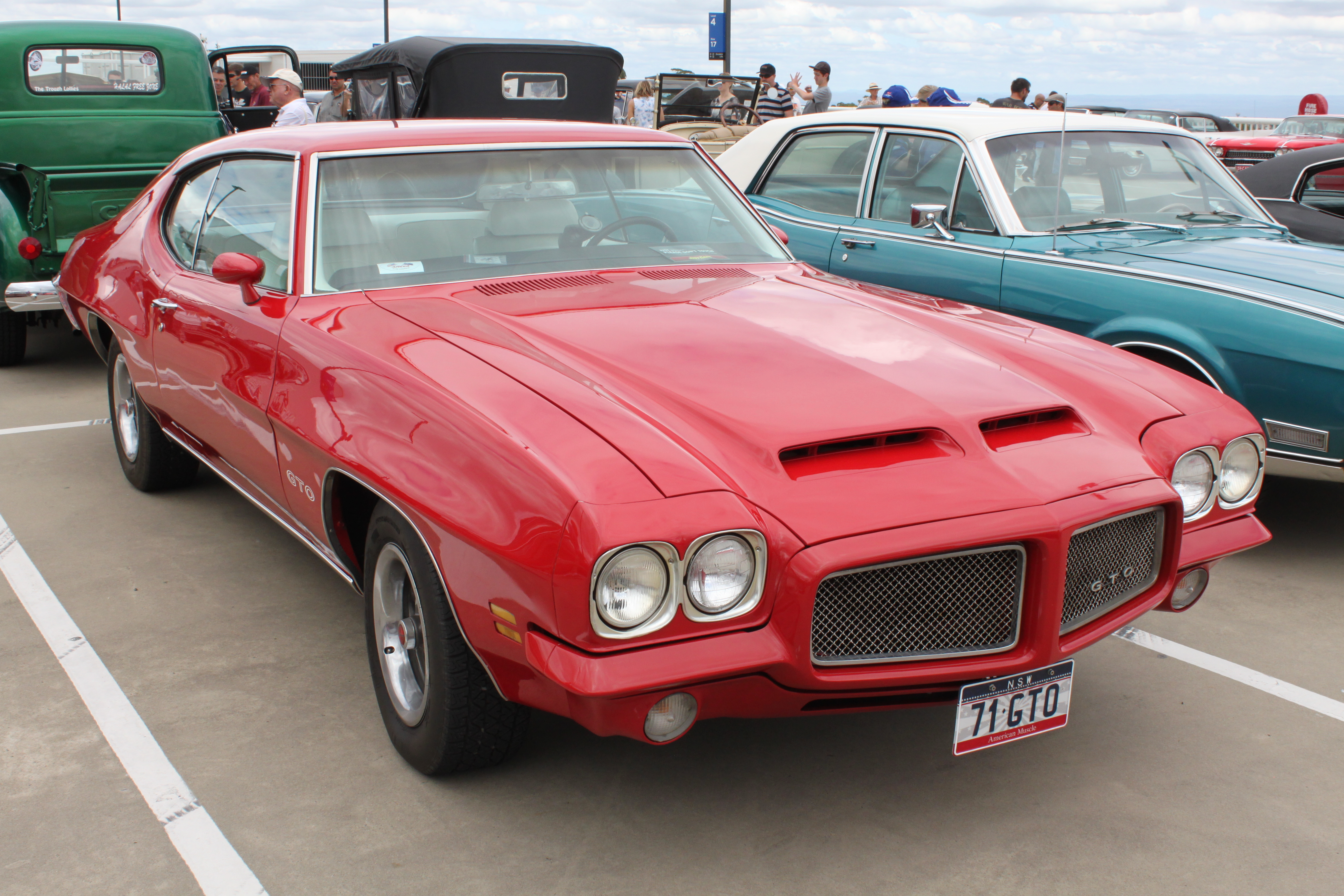
Pontiac GTO de 1971.

Luego del suceso generado por la aparición del GTO, General Motors había impuesto una política por la cual estableció un tope de 400 plg³ (6,6 L) para los motores de sus coches proyectados sobre la plataforma "A-body". Sin embargo, ante la posibilidad de mejorar y explotar aún más el rendimiento de sus máquinas, para el año 1970 se tomó la decisión de levantar esta barrera, permitiendo de esa forma el desarrollo de nuevas unidades con motores de mayores prestaciones, las cuales terminaron siendo catalogados como los modelos más radicales en la historia de GM, pero principalmente de su filial Pontiac. Y de entre estos modelos, el GTO iba a tener su espacio dentro de esta nueva generación histórica.
Tras el levantamiento de una restricción por parte de General Motors, a partir de 1970 Pontiac comenzó a producir las versiones más potentes del GTO, equipadas con motores de 455 pulgadas cúbicas (7,5 L).
Como se vio en la primera generación, la gama 1966 fue una revisión completa de la gama 1965, ya que si bien presentaba reformulaciones en cuanto a su diseño de carrozado, básicamente seguía siendo el mismo coche. De la misma manera, la gama 1970 también fue una revisión de la gama 1969, en la cual si bien se mantuvo aspectos del diseño de los GTO, desde el pilar A hacia atrás, los principales cambios estéticos radicaron en la parte frontal del coche. En efecto, un nuevo diseño de parrilla asomaba en el frente de los nuevos GTO 1970, lo que conllevó una reformulación en el frontal del coche. A diferencia de la generación anterior, el frontal pasaba a adoptar un diseño con una parrilla sobresaliente con respecto a los faros delanteros, los cuales ahora pasaban a ubicarse a ras del frontal y sin ningún tipo de coberturas, siendo estos de diseño cuadrangular y dual. Al mismo tiempo, la parrilla estaba compuesta por dos grandes tomas divididas en el medio por una nervadura de diseño más acentuado con respecto a su versión anterior.
Asimismo, las defensas delanteras volvían a ser ofrecidas en material "Endura" y nuevamente pintadas del color de la carrocería, mientras que el capó pasaba a equipar nuevos diseños de "scoops", pero lo que terminó de destacar a esta nueva gama de GTO, fue la instalación de sus nuevo motores, ya que tras el levantamiento de las restricciones por parte de General Motors, la gama GTO incorporó a su abanico de opcionales un nuevo motor de 455 plg³ (7,5 L), que fuera colocado como tope de gama. Este motor alcanzaba a desarrollar 360 HP (365 CV; 268 kW) de potencia base, pero debido a su par motor máximo de casi 500 lb·pie (678 N·m), esta versión resultaba ser la más poderosa en toda la historia del GTO. Estas versiones podían estar equipadas con diferenciales de 12 tornillos, a la vez de incorporar los paquetes de potencia "Ram-Air III" y "Ram-Air IV".

## Tercera generación

### 1973

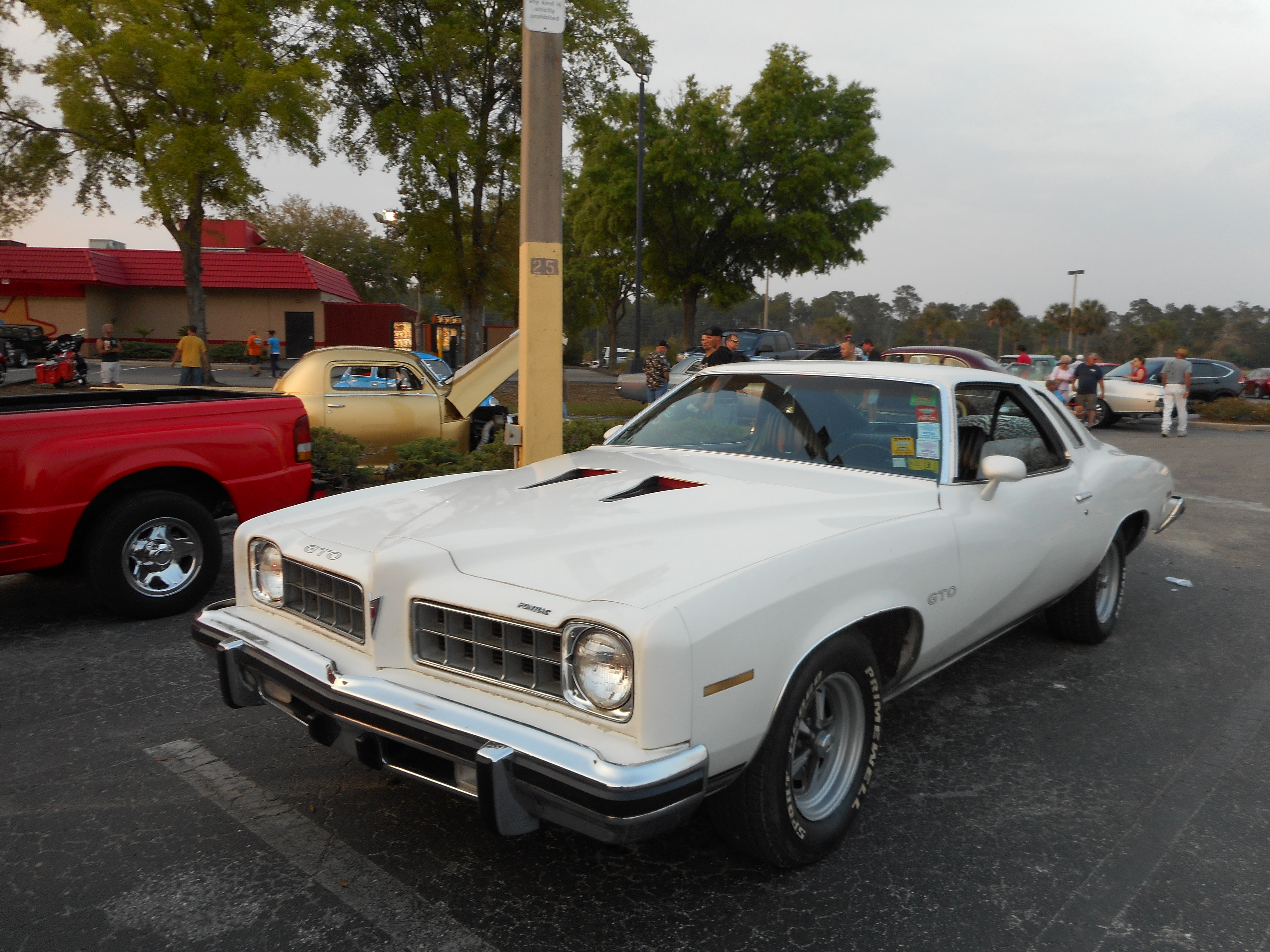
Pontiac GTO de 1973.

El GTO era un paquete de opciones para los LeMans y presentaba la A-body remodelada con un estilo de Hardtop "Colonnade", que eliminaba el verdadero diseño del techo rígido, debido a la adición de un pilar del techo, pero conservaba las ventanas de las puertas sin marco. Las ventanas laterales traseras tenían un diseño fijo que no podía abrirse y en forma triangular. Las nuevas leyes federales para 1973, exigían parachoques delanteros capaces de resistir impactos de 5 mph (8 km/h) sin dañar el cuerpo, los cuales se convirtieron en estándar en 1974. El resultado fue el uso de parachoques de cromo prominentes y pesados en la parte delantera y trasera. El estilo general de los intermedios de Pontiac A-body de 1973 (LeMans, Luxury LeMans, GTO y Grand Am) generalmente no fue bien recibido por el público en general.
En contraste, el Pontiac Grand Prix y el Chevrolet Monte Carlo, que también se derivaron del cuerpo A intermedio, fueron mucho mejor recibidos debido a su estilo cuadrado y las líneas formales del techo con ventanas verticales. La división hermana de Pontiac, Oldsmobile, recibió mejores críticas de la prensa automotriz y del público que compra autos con el Cutlass de cuerpo similar.
Nuevamente, la opción GTO de 1973 se ofreció en dos modelos, incluido el coupé LeMans base o el Coupé deportivo LeMans. El coupé LeMans base presentaba un banco de tela y vinilo o totalmente de vinilo, mientras que el LeMans Sport Coupé más lujoso tenía interiores de vinilo con asientos de cubo Strato o un asiento de banco con muesca y apoyabrazos plegable. El LeMans Sport Coupé también tenía persianas en las ventanas laterales traseras del Grand Am en lugar de las ventanas triangulares estándar de la base LeMans.
El V8 de 400 plg³ (6,6 L) estándar en el GTO de 1973, se redujo aún más en compresión a 8.0:1, cayendo a 230 HP (233 CV; 172 kW). El motor 400 estaba disponible con cualquiera de las tres transmisiones, incluido la manual estándar de tres velocidades u opcional de cuatro velocidades, o Turbo Hydra-Matic. El V8 de 455 plg³ (7,5 L) seguía siendo opcional, pero se redujo a 250 HP (253 CV; 186 kW) y solamente estaba disponible con la transmisión Turbo Hydra-Matic. El motor 455 HO no reapareció, pero GM inicialmente anunció la disponibilidad de un motor Super Duty 455 (compartido con el contemporáneo Pontiac Trans Am SD455) y varios de estos autos se pusieron a prueba, impresionando a los revisores con su potencia y flexibilidad. Sin embargo, el Super Duty nunca se ofreció a la venta al público en el GTO. Además, ocho Grand Ams 455SD también fueron construidos para pruebas y eventualmente todos fueron destruidos también.
Las ventas cayeron a 4,806, debido en parte a la competencia del nuevo Grand Am y la falta de promoción para el GTO. Al final del año modelo, una crisis petrolera emergente sofocó el interés del consumidor en los autos deportivos.

## Cuarta generación

### 1974

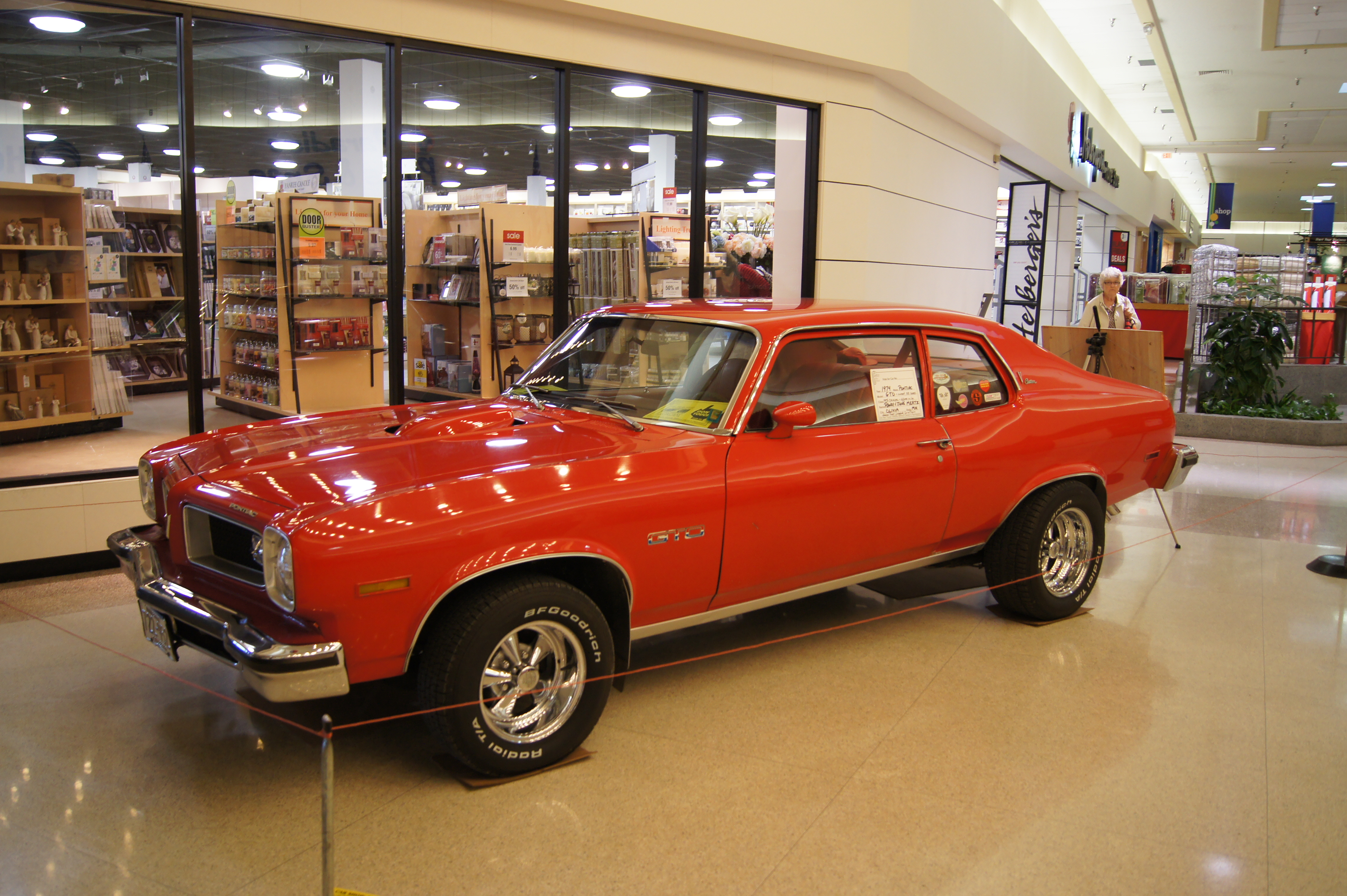
Pontiac Ventura Custom GTO de 1974.

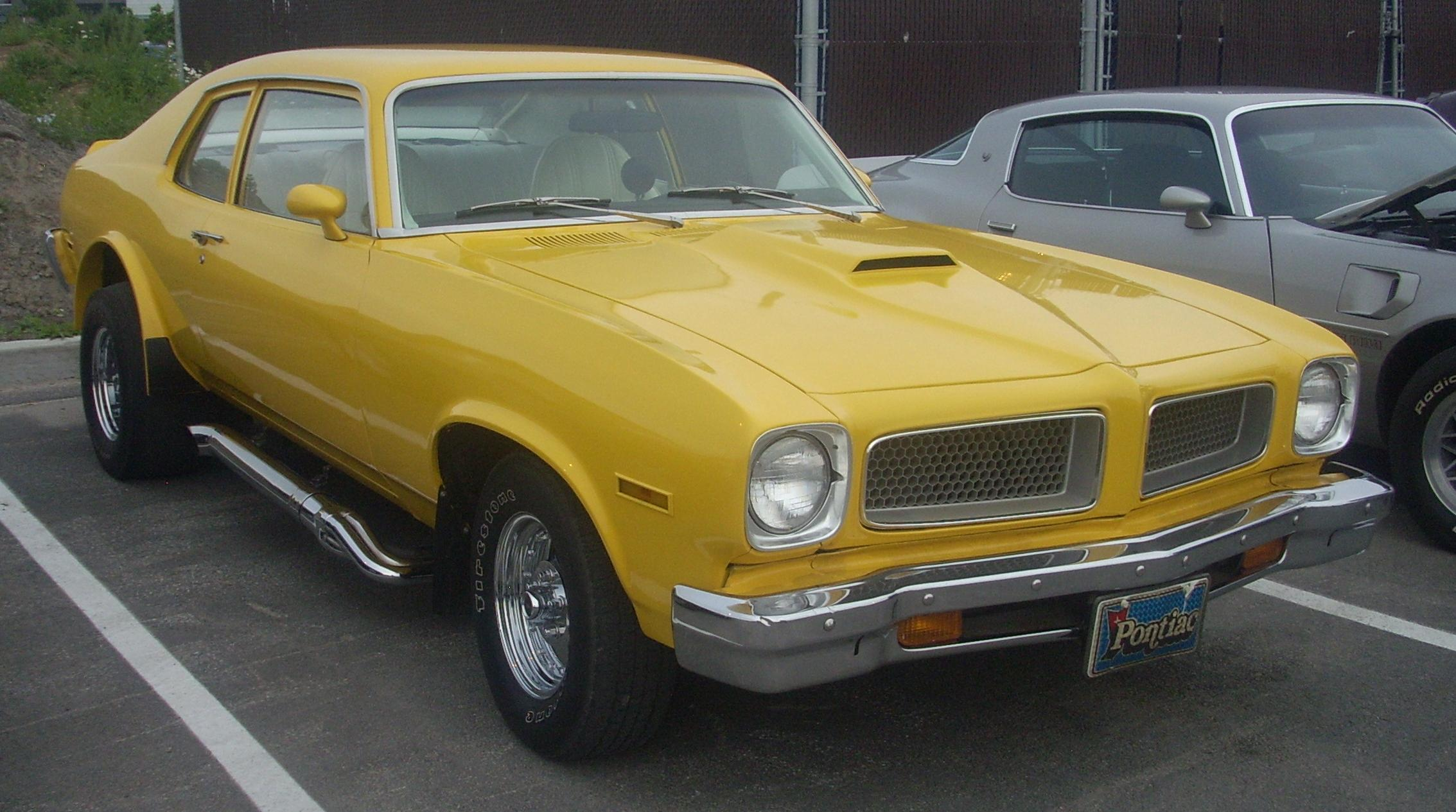
Pontiac GTO de 1974.

Queriendo evitar la competencia interna con el Pontiac Grand Am "Euro-style" y buscando una entrada en el mercado de muscle cars compactos, poblado por el Plymouth Duster 360, Ford Maverick Grabber y AMC Hornet X, Pontiac trasladó la opción GTO de 1974 al Pontiac Ventura compacto, que compartió su cuerpo básico de chapa con el Chevrolet Nova.
El paquete GTO de US$ 461 (Código WW3) incluía una transmisión manual de tres velocidades con palanca de cambios Hurst, suspensión de Heavy-Duty con barras antivuelco delanteras y traseras, un capó "shaker", rejilla especial, espejos retrovisores y ruedas, así como varios emblemas GTO. El único motor era el V8 de 350 plg³ (5,7 L), con una relación de compresión de 7.6:1 y un carburador Rochester 4MC Quadrajet. Generaba una potencia máxima de 200 HP (203 CV; 149 kW) a 4.400 rpm y 295 lb·pie (400 N·m) de par a 2800 rpm. Las transmisiones opcionales incluyen una amplia relación de cuatro velocidades con palanca de cambios Hurst por US$ 207 (Código M20) o la Turbo Hydra-Matic de tres velocidades. La dirección asistida era una opción de US$ 104 (Código N41), así como los frenos de disco delanteros Power por US$ 71 (Código JL2).
La opción GTO estaba disponible en las líneas base Ventura y Ventura Custom como un coupé de dos puertas o un coupé hatchback. El interior del Ventura base, consistía en asientos de banco y alfombrillas de goma, se podían agregar asientos de cubo por US$132 (Código A51), mientras que el Ventura Custom tenía asientos de banco mejorados o asientos de cubo Strato opcionales junto con alfombras, volante acolchado y tapizado de pedal personalizado.
Los neumáticos con cinturones diagonales eran equipos estándar, pero una opción de suspensión radial afinada agregaba neumáticos radiales, junto con un ajuste mejorado de la suspensión para una mejor conducción y manejo.
El modelo renovado se convirtió rápidamente en un punto doloroso para los leales, una situación que no ayudó cuando Motor Trend probó los "Hot Sports Compacts" en su edición de febrero de 1974: el personal solo pudo reunir un tiempo de aceleración de 0 a 60 mph (97 km/h) de 9.5 segundos y el 1/4 de milla en 16.5 segundos a 84,03 mph (135 km/h). Cars Magazine probó un GTO 1974 con la transmisión manual opcional de cuatro velocidades y obtuvo un tiempo de aceleración de 0 a 60 mph (97 km/h) en 7.7 segundos y el 1/4 de milla en 15.72 segundos a 88 mph (142 km/h). Jerry Heasley, de la revista High Performance Pontiac, calificó el auto como "una broma de un compacto Ventura... feo y estúpido", en su edición especial de GTO de agosto de 1983.
Las ventas fueron una mejora con respecto a 1973, llegando a 7.058, pero no lo suficiente como para justificar que la producción del modelo continuara.

## Quinta generación

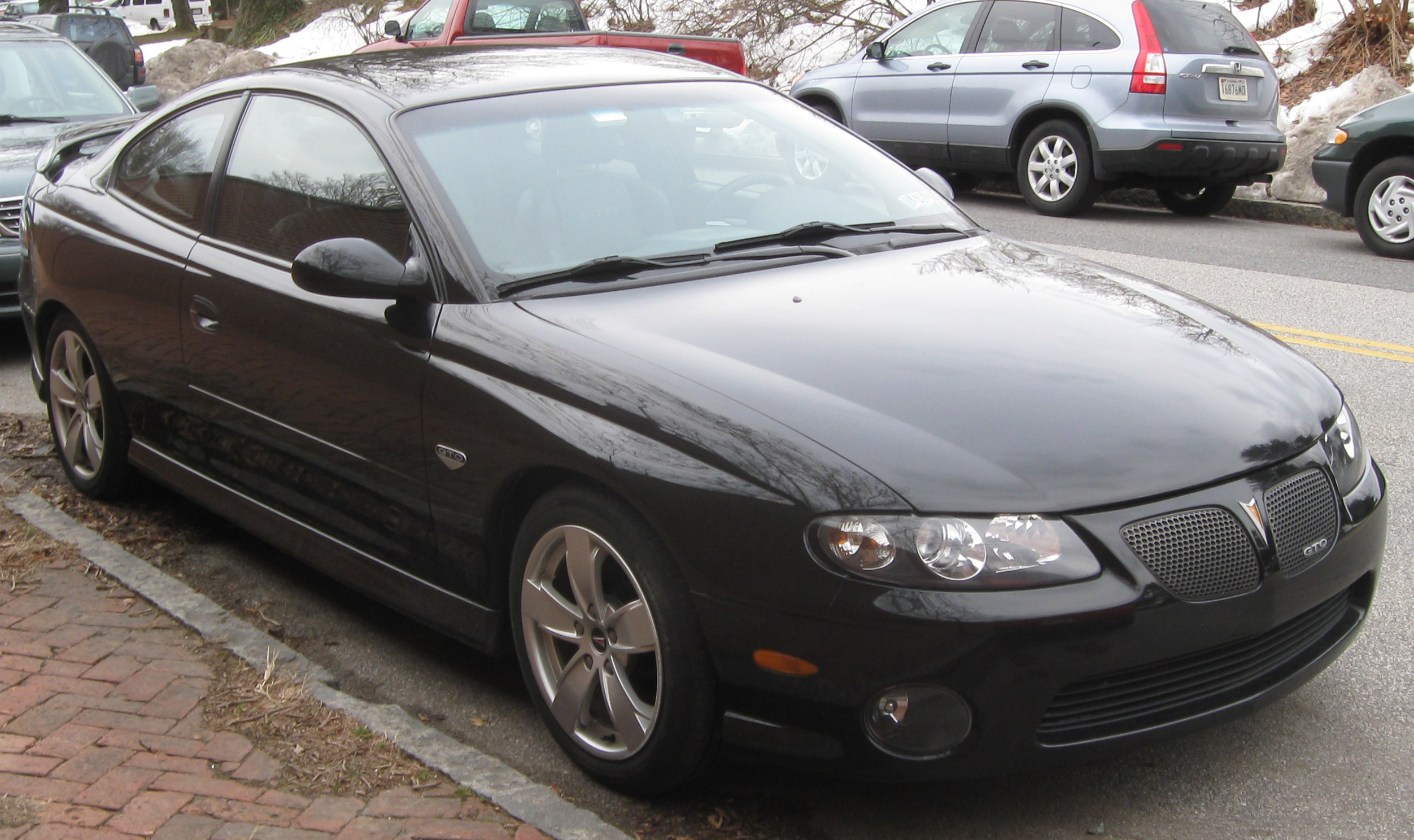
Pontiac GTO de 2004.

El GTO se produjo originalmente de 1964 a 1974 y fue revivido treinta años después como modelo 2004. A diferencia de su predecesor, esta vez no hubo convertible pero el auto sí era un coupé de tracción trasera, cortesía de la división australiana de GM, Holden.
El nuevo GTO, que no era otra cosa más que un Holden Monaro, tenía un diseño bastante blando, pero al cumplir con su herencia de Muscle Car, tenía bastante potencia bajo el cofre. Los consumidores no lo quisieron durante su etapa de producción debido a su diseño anónimo y algunos detalles en el interior, el GTO moderno es una ganga de desempeño en mercado de los usados.
Mucho de lo que gustaba del viejo GTO no llegó a esta nueva generación, incluyendo se precio accesible. El nuevo coupé tenía un precio base de poco más de US$30 mil, una suma difícilmente accesible a compradores jóvenes.
La potencia venía originalmente de un V8 de 346 plg³ (5,7 litros), pero Pontiac lo cambió por un 364 plg³ (6 litros) para su segundo año. El motor más grande llevó al GTO hasta los 400 HP (406 CV; 298 kW), pero entre el alto precio y el diseño sin carácter, Pontiac simplemente no pudo vender suficientes. Como resultado, el GTO fue descontinuado después del modelo 2006.
Aun así, cuando se trataba de aceleración, no había como negar que el nuevo GTO le hacía honor a su nombre. Los modelos 2004 que tenían 350 HP (355 CV; 261 kW) que hacían el 0 a 60 mph (97 km/h) en 5.5 segundos y el 1/4 de milla (402 m) en 14 segundos. Los modelos 2005 y 2006 le rebajaban más de medio segundo al tiempo del 1/4 de milla.
El GTO era un auto cómodo para la carretera y, por lo mismo, su suspensión era demasiado suave para poder controlar la potencia. Tenía malos reflejos, "body roll" excesivo y malos frenos, por lo que no podía competir con sus rivales en el mismo rango de precio. Si hubiera costado alrededor de US$5 mil menos, tal vez hubiera tenido más éxito. La depreciación ha mitigado estas críticas, ya que se puede encontrar un GTO en buen estado en un cuarto de lo que costaba cuando era nuevo.

### HSV Coupé GTO

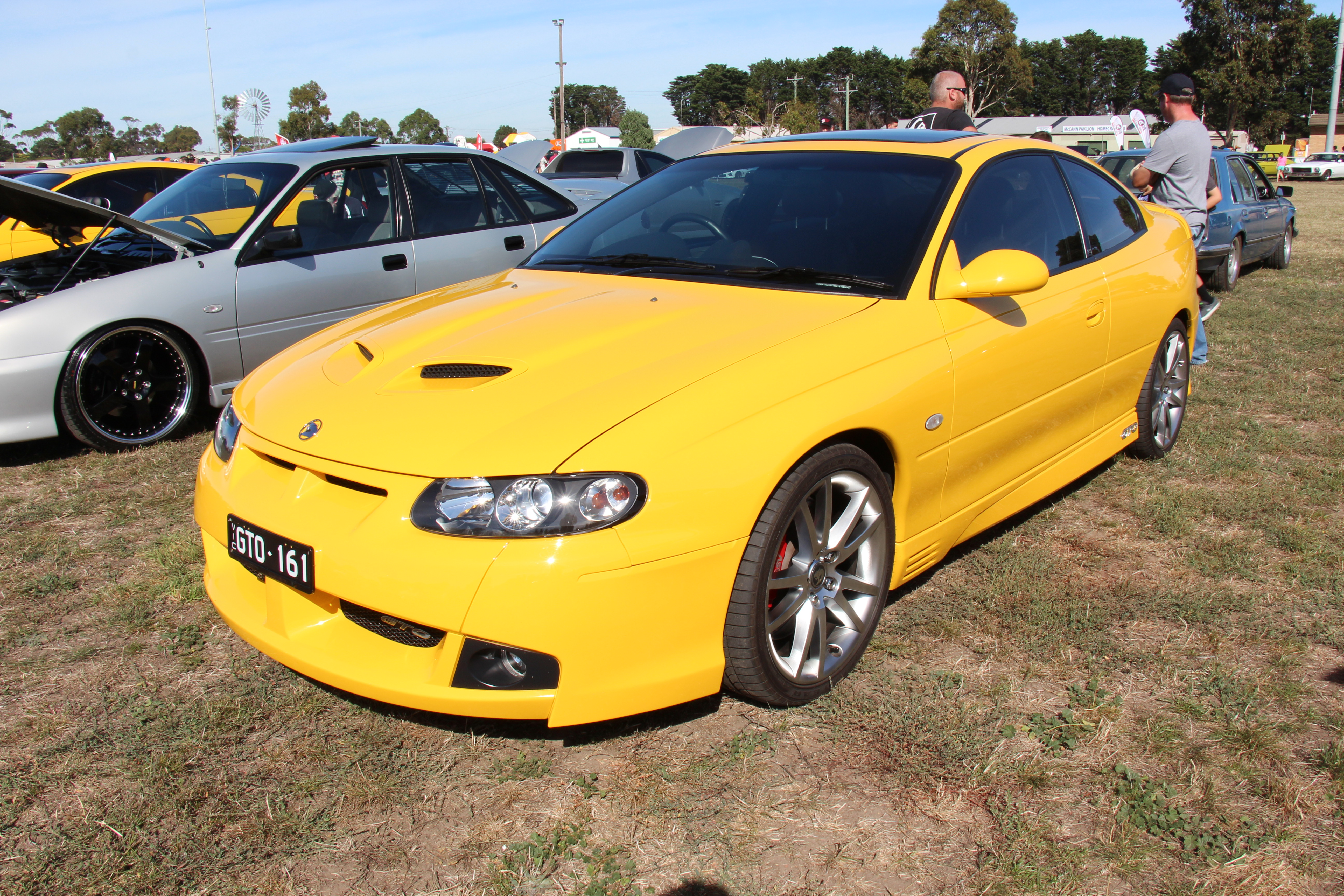
HSV Coupé GTO (Z Series) de 2005.

El HSV Coupé fue producido por Holden Special Vehicles en Australia de 2001 a 2006.
Como en el caso de la gama de sedán HSV basada en Commodore, la carrocería del Coupé fue construido en la planta de ensamblajes de Holden en Elizabeth (Australia Meridional), para luego ser transportado y modificado en las instalaciones de producción de Clayton de HSV. La gama inicial consistió en dos modelos: el GTO y el GTS, que se diferenciaron por su motor y diseño exterior. El GTO base originalmente tenía un motor Chevrolet LS1 V8 de 255 kW (347 CV; 342 HP), mientras que el GTS tenía un motor Callaway C4B que producía 300 kW (408 CV; 402 HP). Externamente, el GTS difería del GTO en tener acentos de color contrastante en los parachoques y faldones laterales.
Con los pequeños cambios en el rediseño y actualización de la serie Z de octubre de 2004, alineó la salida del motor del GTO con los otros modelos de la serie Z de HSV. Presentaba un motor V8 LS2 de 364 plg³ (6 litros), calibrado con una relación de compresión de 10.9:1 para producir 297 kW (404 CV; 398 HP) a las 6.000 rpm y un par máximo de 530 N·m (391 lb·pie) a las 4.400 rpm, con un régimen máximo (línea roja) de 6500 rpm, Externamente, el GTS difería del GTO en tener colores contrastantes en los parachoques y faldones laterales. un tanque de combustible montado en el maletero, tubos de escape dobles, nuevos «scoops» en el capó y cajas de cambios manuales y automáticas mejoradas. En línea con el anuncio hecho por Holden en julio de 2005 sobre el final de la producción de Monaro, HSV lanzó nuevamente un GTO LE desde abril de 2006, presentando tres combinaciones de color de carrocería y rayado para solamente 50 unidades en negro, 25 en amarillo y 25 en rojo más una nueva edición limitada, la firma GTO (con una producción total de 70 unidades), anunciada en julio de 2006 y a la venta en agosto de 2006. Este último se vendió por A$ 83.990, más costos de transporte.

### Vauxhall Monaro

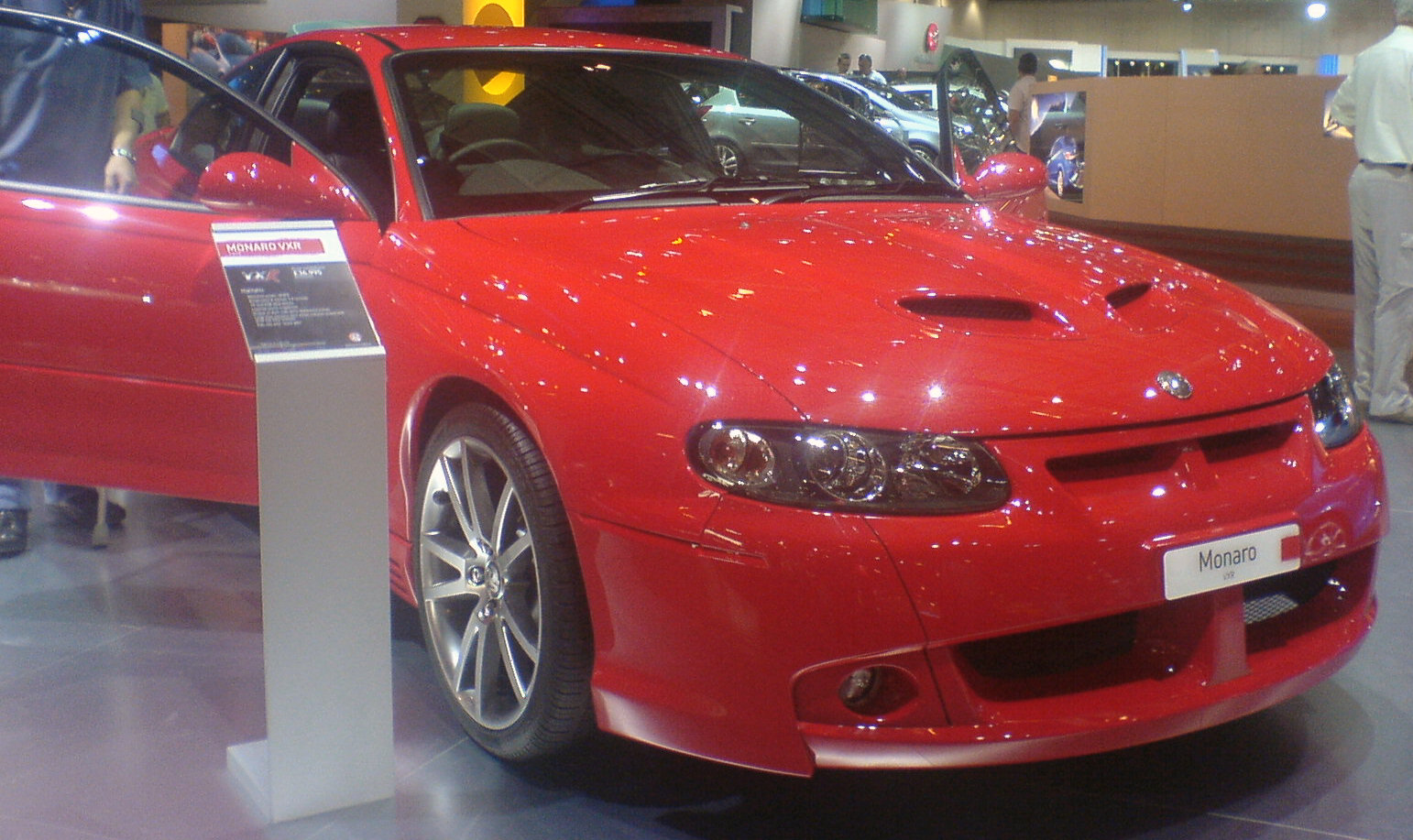
Vauxhall Monaro VXR.

El Monaro también fue vendido en el Reino Unido como el Vauxhall Monaro, donde ganó el premio de la revista Top Gear como mejor muscle car en 2004.
Vauxhall ofreció al comprador del Monaro una edición limitada antes de que el modelo fuera descontinuado: el VXR 500, al que se le instaló un sobrealimentador Harrop en el motor LS2 de 6 litros estándar, por parte del concesionario Greens of Rainham, en conjunción con modificaciones de la firma Wortec, incrementando la potencia a 500 HP (507 CV; 373 kW) y un par máximo de 500 lb·pie (678 N·m). Además de esto, un pequeño enlace en las relaciones fue agregado para habilitar cambios más rápidos. El resultado fue una aceleración de 0 a 60 mph (97 km/h) en 4,8 segundos.
Al final de la producción, Vauxhall optó por reemplazar el Monaro en 2007 con una versión sedán de 4 puertas del HSV Clubsport R8. El nuevo modelo es simplemente referido como Vauxhall VXR8.